# Black Panther (Film)
Black Panther ist ein US-amerikanischer Science-Fiction-Actionfilm, der von den Marvel Studios produziert wurde. Regie führte Ryan Coogler, der gemeinsam mit Joe Robert Cole auch das Drehbuch schrieb. Es ist der 18. Film innerhalb des Marvel Cinematic Universe (MCU) und darin der erste Film mit Black Panther als Hauptfigur. Der Film kam am 15. Februar 2018 in die deutschen und einen Tag später in die US-amerikanischen Kinos.
Im Rahmen der Oscarverleihung 2019 war Black Panther in sieben Kategorien nominiert, unter anderem als bester Film, und konnte letztlich in drei Kategorien den Oscar gewinnen.

## Handlung
Wakanda und seine von modernen Hochhäusern geprägte Metropole ist eine von der Außenwelt abgeschnittene, jedoch technisch fortgeschrittene Nation in Afrika, die vorgibt, ein armes Land des globalen Südens zu sein. Dank eines Meteoriteneinschlags und einer dadurch entstandenen Rohstoffquelle, des nur dort vorkommenden Metalls Vibranium, kann sich das afrikanische Land unter einer riesigen Tarnvorrichtung für die restliche Welt unsichtbar machen. Auch weil die Quelle des Fortschritts in den falschen Händen großen Schaden anrichten könnte, haben sich die ersten Führer von Wakanda für die Isolation entschieden, die bis heute aufrechterhalten bleibt.
In Oakland, Kalifornien, besucht der König von Wakanda, T’Chaka alias Black Panther, im Jahr 1992 seinen jüngeren Bruder N’Jobu. Erst kürzlich gelang es Ulysses Klaue alias Klaw, einem Eindringling, das Geheimnis um Wakanda zu erfahren und eine große Menge an Vibranium zu stehlen. N’Jobu, der als Spion in den USA tätig ist, wird von seinem Bruder als Komplize von Klaue verdächtigt. Sein wakandanischer Mitbewohner Zuri bestätigt den Verdacht. N’Jobu erklärt sein Tun, weil er nicht einverstanden mit Wakandas Außenpolitik ist, wie es sich versteckt und die schwarzen Menschen auf der ganzen Welt nicht vor Unterdrückung und Armut bewahrt. Er will Zuri erschießen, wird jedoch vom König aufgehalten und getötet.
In der Gegenwart soll nach dem Attentat in Österreich vor einer Woche, bei dem T’Challas Vater, König T’Chaka, im Gebäude der Vereinten Nationen getötet wurde, T’Challa seinem Vater auf den Thron von Wakanda folgen. Er muss nur noch eine traditionelle Zeremonie bestehen, um selbst zum König gekrönt zu werden. Er begibt sich in den Sambia Forest nach Nigeria, wo er die Mission seiner Exfreundin Nakia vorzeitig beendet, um sie bei der Zeremonie am folgenden Tag dabei zu haben. Bei dieser werden ihm seine speziellen Black-Panther-Kräfte genommen, damit er sich gegen Herausforderer eines der anderen Stämme zu beweisen hat, die an seiner Stelle König werden möchten. Aus den vier befreundeten Stämmen fordert niemand T’Challa heraus. Lediglich M’Baku von den verfeindeten Jabari, der in seiner Affenmaske erscheint, stellt sich T’Challa im Kampf, muss sich jedoch geschlagen geben. Die Black-Panther-Kräfte werden mit Hilfe eines herzförmigen, lila Krautes, das nur in Wakanda wächst, nach dem schweren Kampf wiederhergestellt, und in rotem Sand begraben trifft der neue König in einer Vision aus dem Jenseits auf seinen Vater.
Zur gleichen Zeit stehlen der Exsoldat Erik Killmonger und Ulysses Klaue ein aus Vibranium bestehendes Artefakt aus einem Londoner Museum. Als T’Challa und Nakia davon erfahren, setzen sie alles daran, das Artefakt bei einem geplanten Verkauf in Südkorea wieder in ihren Besitz zu bringen und Klaue gefangen zu nehmen. T’Challas Schwester Shuri hält zudem ein ganzes Arsenal von Verteidigungswaffen bereit, um den König zu schützen und das Geheimnis um Wakanda zu wahren. Sie rüstet ihn mit Gadgets für seine Missionen aus.
Gemeinsam mit General Okoye, einer Kriegerin und Anführerin der Dora Milaje, begeben sie sich nach Busan, wo sie in einem Spielcasino die Übergabe zu verhindern versuchen. Das Artefakt soll von dem CIA-Agenten Everett K. Ross im Auftrag der US-Regierung erworben werden. T’Challa kennt Ross gut, und nach einer wilden Verfolgungsjagd durch die Stadt können sie Klaue gemeinsam gefangen nehmen. Dieser erzählt Ross die Wahrheit über Wakanda, wird dann jedoch von Killmonger befreit. Hierbei wird Ross an seiner Wirbelsäule schwer verletzt, sodass T’Challa beschließt, ihn mit nach Wakanda zu nehmen, um ihn dort heilen zu lassen, was auch gelingt. Sein bisheriger Gefolgsmann und einer der Stammesführer W’Kabi ist enttäuscht, dass sein König ohne Klaue zurückkehrt, denn dieser hat seine Eltern vor 30 Jahren umgebracht.
T’Challa erfährt von Zuri, dass N’Jobu in Oakland einen Sohn hinterließ und dieser nun Klaue befreite. Währenddessen verrät Killmonger Klaue und tötet ihn. Er fliegt nach Wakanda und übergibt W’Kabi Klaues Leichnam als Geschenk. Er fordert vor dem großen Rat König T’Challa zum Zweikampf um den Thron heraus und offenbart sich als sein Cousin, den T’Chaka wissentlich alleine zurückließ. Der neue König nimmt die Herausforderung an. Als der Herausforderer Killmonger im rituellen Zweikampf König T’Challa schwer verletzt, stellt Zuri sich Killmonger in den Weg, damit dieser T’Challa nicht umbringt. Killmonger tötet deshalb Zuri und wirft T’Challa den Zeremonien-Wasserfall hinunter. Als neuer König versucht er nun, die Politik des Landes komplett zu verändern, indem er die hochentwickelten Waffen Wakandas an die schwarzen Unterdrückten in der ganzen Welt verteilen lassen will. T’Challas Familie, Nakia und Ross flüchten und suchen Unterstützung bei M’Baku. Dort stellen sie fest, dass T’Challa den Sturz ins Wasser überlebt hat, von den Jabari gefunden und im Schnee der Berge im Koma am Leben gehalten worden ist. Nach seiner Heilung mit dem herzförmigen Kraut und einem weiteren Gespräch mit seinem Vater im Jenseits beschließt T’Challa, seinen alten Platz wieder einzunehmen und die Isolation Wakandas zu beenden. Gemeinsam kehren sie in die Hauptstadt zurück und können mit Unterstützung der Dora Milaje Killmonger und seinen Verbündeten W’Kabi besiegen. Ross verhindert dabei mit Unterstützung von Shuri, dass die Waffen Wakanda verlassen. T’Challa verletzt Killmonger im Kampf in der Vibranium-Mine tödlich und schleppt ihn auf eine Klippe oberhalb der Mine, damit er sich noch ein letztes Mal sein Ursprungsland ansehen kann. T’Challa bietet Erik an, ihn zu heilen. Dieser bittet jedoch darum, im Meer bestattet zu werden, und wählt den Tod.
Wieder auf dem Thron besuchen T’Challa und Shuri Oakland und stehen vor dem Haus, in dem N’Jobu starb und Killmonger aufwuchs. Der König von Wakanda hat dort drei Gebäude erworben, in denen er ein Hilfszentrum einrichten will, das von Nakia geleitet werden soll. Als er und Shuri ihren zunächst getarnten Flieger auf dem Basketballfeld landen lassen, wird T’Challa von einem der vor Ort befindlichen Kinder angesprochen. In der Szene während des Abspanns gibt der König das Geheimnis um Wakanda preis und verspricht in Wien vor den Vereinten Nationen den Menschen der Welt, ihnen mit den Ressourcen seines Landes zu helfen.
In der Szene nach dem Abspann erwacht Bucky Barnes, der in Wakanda von der Gehirnwäsche von HYDRA geheilt wurde, und Shuri erklärt ihm, dass er viel aufzuholen habe.

## Filmanalyse

### Black Panther als Figur des Afrofuturismus
Stan Lee und Jack Kirby hatten T’Challa alias Black Panther auf dem Höhepunkt der Bürgerrechtsbewegung erfunden, wenige Monate vor dem Start der Black Panther Party. Er war der erste schwarze Superheld im US-amerikanischen Comic-Mainstream. Andreas Borcholte von Spiegel Online erklärt, die beiden jüdischen Künstler, die zuvor bereits populäre Figuren wie Die Fantastischen Vier, den Hulk und die X-Men entwickelt hatten, wollten der schwarzen Leserschaft eine popkulturelle Identifikationsfigur anbieten. So zähle zu den Einflüssen des Comics unter anderem der afrozentristische Science-Fiction-Jazz von Sun Ra und seines Arkestra, der später in den knallbunten Film Space Is the Place mündete, sowie Ralph Ellisons Roman Der unsichtbare Mann. Black Panther war somit eine Figur des später als solchen bezeichneten Afrofuturismus, also einer literarischen und kulturellen Ästhetik, die Elemente aus Science-Fiction, historischen Romanen, Fantasy, Afrozentrizität und magischem Realismus mit nicht westlichen Kosmologien kombiniert und Themen und Anliegen der afrikanischen Diaspora aus einer technokulturellen und von Science-Fiction geprägten Sicht zeigt.

### Die Figuren im Film
T’Challa: Er wird nach dem Tod seines Vaters T’Chaka, dessen Titel und Thron er erbt, zum König des fiktiven, hochentwickelten afrikanischen Staates Wakanda. T’Challa hatte seinen ersten Auftritt im Marvel Cinematic Universe im Film The First Avenger: Civil War, wo er noch als Prinz in einen Konflikt zwischen den Avengers gerät. Er unterstützt das Team von Iron Man alias Tony Stark am Leipziger Flughafen bei der geplanten Verhaftung von Captain America alias Steve Rogers und dessen Truppe, da diese den Winter Soldier alias Bucky Barnes beschützen, der für das Attentat an seinem Vater verantwortlich gemacht wurde. Als er erfährt, dass er vom eigentlichen Attentäter Helmut Zemo nur getäuscht wurde, bietet er Rogers und den von ihm befreiten ehemaligen Avengers Asyl in Wakanda und erlaubt Barnes, sich dort von der Bewusstseinsprogrammierung durch Hydra zu erholen. Seine Kräfte, wie zum Beispiel übermenschliche Körperkraft und Geschwindigkeit, verdankt er einem lilafarbenen, herzförmigen Kraut, das in Wakanda wächst.
Shuri: Das junge Tech-Genie und eine Prinzessin Wakandas ist T’Challas Schwester und stattet ihren Bruder mit nützlichen Waffen aus. So hat sie EMP-Perlen entwickelt, spezielle Turnschuhe, die beim Laufen keine Geräusche machen, und einen Anzug, der sich in einer einfachen Halskette verbirgt und mit Naniten-Technik versehen ist.
Okoye: Die wakandische Kämpferin hat den Rang eines Generals und führt die Dora Milaje an, eine Gruppe von Elitekriegerinnen, die den König Wakandas beschützt. Okoye berät T’Challa in strategischen Belangen.
Nakia: T’Challas Exfreundin. Sie ist eine Spionin für Wakanda und kämpft für Menschenrechte – z. B. für die Befreiung von Frauen, die von Rebellen in Nigeria gefangen gehalten werden.
N’Jadaka / Erik „Killmonger“ Stevens: Der lange unbekannte Sohn von T’Challas Onkel, der auch in der Erbfolge von Wakanda steht, wuchs in den Armenvierteln von Oakland auf. Seine Vision einer gerechten Zukunft besteht darin, die schwarze Weltbevölkerung mit Waffen auszurüsten, um eine Revolution anzuzetteln. Als T’Challas Gegenspieler will er den 2 Milliarden unterdrückten Schwarzen rund um den Globus jene mächtigen Vibranium-Waffen zur Verfügung stellen, die Wakanda bisher ganz für sich behielt. Dies empfindet er als eine politische Ungerechtigkeit.
Zuri: Der Zeremonienmeister und Priester in Wakanda hütet die Pflanzen mit den violetten Blüten, die die Black-Panther-Kräfte verleihen.
Ulysses Klaue / Klaw: Der südafrikanische Kriminelle, der mit Waffengeschäften sein Geld verdient, hat einen künstlichen Arm aus Vibranium erhalten und wird seit vielen Jahren von Wakanda gesucht.
Everett K. Ross: Der CIA-Agent ist ein ehemaliger Air-Force-Pilot.
M’Baku: Er ist der Anführer des Bergvolks der Jabari, eines der Stämme Wakandas, das dem König misstrauisch gegenüber steht. Zu besonderen Anlässen trägt M’Baku eine Gorillamaske.
W’Kabi: Er ist der Anführer des Grenzstammes, ein guter Freund T’Challas und der Ehemann Okoyes. Seine Eltern wurden durch eine Bombe von Ulysses Klaue getötet, weshalb er auf Rache sinnt. Zudem besitzt er wie „Killmonger“ die Ansicht, Wakanda solle seine Waffentechnologie mit unterdrückten schwarzen Menschen in der ganzen Welt teilen. 

### Der Handlungsort Wakanda
Wakanda, dessen Historie ebenso wie die von Black Panther zu Beginn des Films in einer ausschließlich aus sich verformendem schwarzem Sand bestehenden, animierten Sequenz nacherzählt wird, wurde einst von fünf Stämmen gegründet. Außerdem gibt es einen afrikanischen Stamm in der Nähe der Hauptstadt, der der Ablenkung dient. Nach einem Meteoriten-Einschlag, mit dem eine große Menge des Metalls Vibranium auf die Erde gebracht wurde, kann sich das afrikanische Land unter einer riesigen Tarnvorrichtung für die restliche Welt unsichtbar machen. Auch Autos und Gleiter lassen sich aus Vibranium fertigen. Wakanda verfügt über eine gut funktionierende Landwirtschaft, und unter der Erde wird ein herzförmiges Kraut angepflanzt, das dank des Vibraniums dort wächst und den Führern des Landes übermenschliche Kraft verleiht. Die meisten Einwohner Wakandas glauben an die Göttin Bastet, während der Jabaristamm an die Gottheit Hanuman glaubt.
Der weitgehend von der Außenwelt abgeschottete afrikanische Staat Wakanda gibt nur vor, ein armes Dritte-Welt-Land zu sein, ist in Wahrheit aber dem Rest der Welt technisch fast ein Jahrhundert voraus. Im Gegensatz zum Rest Afrikas sind die Menschen in Wakanda nie ihrer Ressourcen beraubt, versklavt oder anderweitig unterdrückt worden. Auch hat noch keiner den Versuch unternommen, Wakanda zu erobern, doch nachdem T’Challa den Thron bestiegen hat, hören die Intrigen nicht auf, und auch die Geheimnisse, die Wakanda so viele Jahre bewahren konnte, scheinen in Gefahr.

### Stellung der Frau in Wakanda
Lupita Nyong’o, die im Film Nakia spielt, sieht in Black Panthers Heimat ein Afrika, das es so tatsächlich hätte geben können: „Wakanda ist ein unglaublicher Ort. Frauen haben Macht, sie sind stark. Sie sind Kriegerinnen. Die Leibwache des Königs besteht nur aus Frauen. Sie nennen sich die Dora Milaje.“ 

„Danai Gurira […] dabei zuzusehen, wie sie so unglaublich viel Liebe, Stolz und Herz in die Darstellung der Kämpferin Okoye investiert hat, war unglaublich. Es erinnert mich daran, dass Afrika so aussehen könnte, hätte es die Sklaverei nicht gegeben.“

Peter Debruge von Variety verglich den Film mit Blaxploitation-Klassikern wie Foxy Brown und Cleopatra Jones, weil er die gleiche Tradition aufrechterhalte, starke, selbstbewusste schwarze Frauen zu feiern. Auch Katrin Hemmerling von Robots&Dragons fiel vor allem die Rolle der Frauen in der Kultur Wakandas positiv auf: „Es ist eine angenehme Abwechslung, einen Film sehen zu dürfen, in dem Frauen den Männern gleichgestellt sind, ohne dabei jedoch ihre feminine Seite zu verlieren.“ Marietta Steinhart von Zeit Online meinte: „Die Frauen in diesem Land kennen das Wort Feminismus vermutlich nicht, weil sie ganz offensichtlich schon immer in dem Glauben bestärkt worden sind, dass sie alles sein können.“

### Bürgerrechte und Geopolitik: Bedeutung für das MCU
Black Panther gilt als erster schwarzer Superheld im Comic-Universum und auch als erster schwarzer Superheld im MCU, der im Mittelpunkt eines Films steht. Für Tim Sohr von Neon ist Black Panther nicht weniger als eine Zäsur in der Filmgeschichte, da es Mainstream-Kino mit einem komplett schwarzen Cast in dieser konsequenten Form bisher noch nicht gegeben habe.
Richard Brody vom New Yorker sagt, Black Panther verschmelze die imaginäre Marvel-Welt mit der Weltgeschichte, der zeitgenössischen Politik und speziell der Erfahrung schwarzer Menschen in den Vereinigten Staaten. Viele Veröffentlichungen von Marvel reflektierten die politischen Unruhen in den USA, so Brody weiter, aber die Peinigungen des Alltags seien hier ungewöhnlich komplex und resonant dargestellt, und die symbolischen Dimensionen seien üppig und kraftvoll. Wakanda erinnert ihn an ein unschuldiges und unverdorbenes Afrika, wie in einer Zeit vor dem Sündenfall, das frei von westlicher kolonialer Verwüstung ist, die Ressourcen des Landes seien nicht geplündert, seine Traditionen ungebrochen und seine technischen Errungenschaften verkörperten sowohl die materiellen als auch die intellektuellen Ressourcen des Landes.

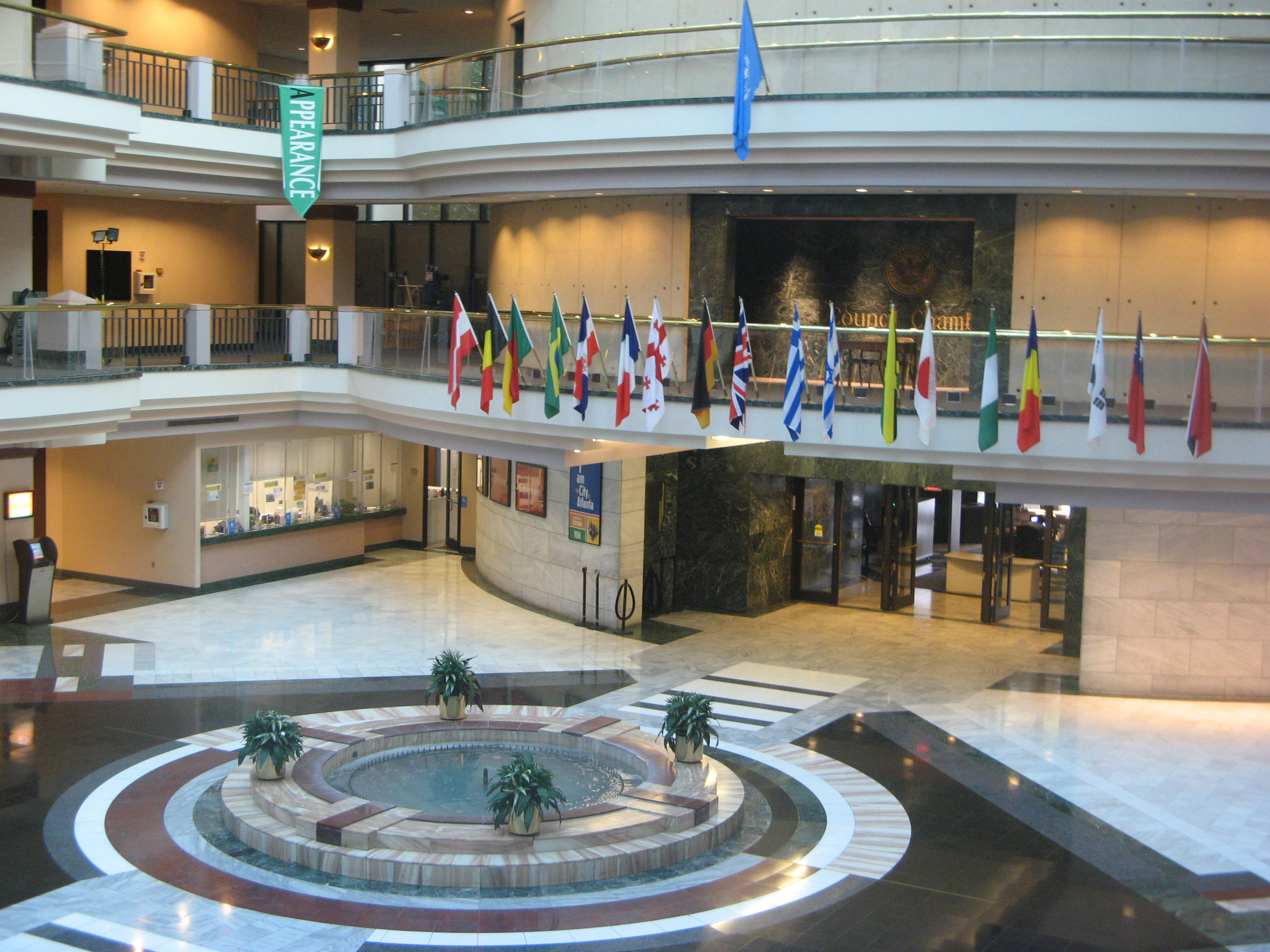
Die Atlanta City Hall diente im Film als Kulisse der Räumlichkeiten der Vereinten Nationen, vor denen T’Challa spricht.

Der neue König von Wakanda muss entscheiden, ob sich die Afro-Nation unter seinem Regime der Außenwelt öffnet, um die Welt an ihrem Reichtum teilhaben zu lassen, aber auch, um den „struggle“ der amerikanischen Brüder und Schwester zu lindern, so Andreas Borcholte von Spiegel Online. Bald erkennt er, dass sich sein Utopia nicht mehr länger verstecken kann und seine Wakanda-First-Politik an ihre Grenzen gerät. Im Hauptgebäude der Vereinten Nationen in Wien verkündet T’Challa schließlich, dass Wakanda sein Wissen und seine Ressourcen mit den anderen Ländern der Welt teilen werde und sagt: „Wakanda will no longer watch from the shadows. We cannot. We must not.“ Hierdurch erhofft er sich, die Menschheit zu einen und denen zu helfen, die in Not sind. Man müsse einen Weg finden, aufeinander aufzupassen, als ob alle ein einziger Stamm wären. Als ein Vertreter aus einem anderen Land herablassend fragt, was ein Ort wie Wakanda dem Rest der Welt bieten könnte, lächelt T’Challa lediglich wissend.
Von Kritikern wurde der Film immer wieder auch als Politthriller beschrieben. So erklärt Christoph Stachowetz von vienna.at, neben einer klassischen Origin-Story rund um die Verwandlung eines noch nicht in sich selbst gefestigten Charakters hin zum puren Idealisten würden auch Problemstellungen rund um Kolonisation, Terrorismus und gesellschaftlicher Abschottung aufgegriffen: „Der neue Throninhaber Wakandas wird nämlich vor die Tatsache gestellt, dass die selbstauferlegte Isolierung zwar für sein Volk ein scheinbares Utopia geschaffen hat, dank des technologischen Fortschrittes dies jedoch auch für den Rest der Menschheit kein großer Nachteil wäre.“ Andreas Busche vom Tagesspiegel meint, Black Panther erzähle den gesellschaftlichen Kampf als schwarzen Binnenkonflikt, und der Film stelle die geopolitischen Verhältnisse in kluger Weise auf den Kopf. Weiter bemerkt Busche, als schwarze Superheldengeschichte könne Black Panther auch den Untertitel Martin Luther King vs Malcolm X tragen: „Coogler gelingt das Kunststück, in einem Popcorn-Movie den afroamerikanischen Diskurs zwischen Dialog und zivilem Widerstand, der sich von der Bürgerrechtsbewegung bis ‘Black Lives Matter’ durch die gesellschaftliche Auseinandersetzung mit Rassismus zieht, differenziert zu verhandeln. Persönlicher kann ein Film mit einem Budget von 170 Millionen Dollar kaum sein: Black Panther bezieht sich auf den Afrofuturismus sowie die ‘Black Diaspora’ – und würdigt die Opfer des atlantischen Sklavenhandels.“
Katrin Doerksen von Der Freitag bemerkt, auch wenn der Film berechtigte Anliegen habe, seien es sehr viele auf einmal, und oftmals würden sie beiläufig in einem Nebensatz abgehandelt: „Als hätten die Filmemacher blindlings sämtliche Probleme, die ihnen einfielen, in einen Topf geworfen, nach dem Motto: Wer weiß, wie oft wir noch die Möglichkeit haben, darüber öffentlichkeitswirksam zu reden. Im besten Fall lässt das Black Panther beliebig wirken, im schlimmsten Fall wird das diffuse Bild eines gebeutelten Landes reproduziert, das bei uns für „Afrika“ steht.“

### Zeitgeist oder Mythos für die Zukunft der Menschheit?
„Wenn man den Zeitgeist erwischt und ein kultureller Moment entsteht, dann werden traditionelle Modelle auf den Kopf gestellt.“

Martin Schwickert von den Stuttgarter Nachrichten meint, die Geschichte des Films passe zu den Debatten in den USA über die Lage der Afroamerikaner. Christian Buß von Spiegel Online erweitert diese Interpretation und sagt: „Von Johannesburg über Lagos bis Addis Abeba wird der Superheldenfilm Black Panther als Fanal der Hoffnung für Afrika gefeiert – und als stolze Antwort auf Trumps “Shithole”-Vergleiche.“ Buß berichtet von der Premiere in Johannesburg, wo viele Zuschauer in bunter Black-Panther-ähnlicher Aufmachung ins Kino kamen und die Ansagen auf Xhosa gemacht wurden, wodurch sich diese zur Feier afrikanischen Selbstbewusstseins entwickelte.
Andrian Kreye und Jens-Christian Rabe von der Süddeutschen Zeitung nennen den Film eine kulturelle und mentalitätsgeschichtliche Zeitenwende. Black Panther sei ein ideologischer Befreiungsschlag mit einer Geschichte, die damit so viel mehr werde als ein Kinofilm, nämlich ein alternativer Mythos von nicht weniger als der Zukunft der Menschheit. Der Film werde damit zu einem dieser seltenen kulturellen Ereignisse, bei denen es gut sein könnte, dass bald völlig selbstverständlich davon geredet werden wird, dass es eine Zeit vor und eine Zeit danach gibt, so die Kritiker weiter. Sie verweisen auf den südafrikanischen Journalisten Sumeya Gasa, der im Magazin The Root, nachdem er den Film in Johannesburg gesehen hatte, etwa sagte: „Wir wurden wie Menschen gezeigt, allein das zählt. Es fühlte sich so gut an.“ Christian Werthschulte zitiert in der taz die afrofuturistische Künstlerin Ingrid LaFleur, nach der der Film Glücksgefühle bei einer großen Masse an Zuschauern auslöse, die ansonsten einer konstanten Unterdrückung durch den Staat ausgesetzt seien: „Die Debatte darf aber nicht mit dem Hype um den Film enden. Ich will sichergehen, dass wir Zukunftsentwürfe haben, in denen schwarze Körper sicher sind und Schwarze ihr eigenes Schicksal in die Hand nehmen können.“
Nicht übersehen werden darf allerdings die fundamentale Kritik afrikanischer Intellektueller, die in dem Film vor allem rückwärtsgewandte europäische Stereotype über Afrika fortgeschrieben sehen. So schrieb der kenianische Journalist Patrick Gathara in der Washington Post, dass der Film eine „regressive, neo-koloniale Vision von Afrika“ entwerfe.

## Produktion

### Entstehungsgeschichte und Stab
Das in Planung befindliche Projekt wurde im Oktober 2013 angekündigt, was im Oktober 2014 von den Marvel Studios offiziell bestätigt wurde. Mit Black Panther hat Marvel seinen ersten Film mit einer überwiegend dunkelhäutigen Besetzung veröffentlicht, bei dem mit Ryan Coogler zudem erstmals ein Afroamerikaner Regie führen wird, wie von Marvel im Januar 2016 offiziell bestätigt wurde, nachdem anfänglich noch Ava DuVernay als Regisseurin des Films im Gespräch war. Der Leiter der Marvel Studios und Produzent des Films Kevin Feige meinte hierzu: „Die Comics waren immer fortschrittlich gewesen und zeigten alle möglichen unterschiedlichen Kulturen und Ethnien, und dem wollen wir treu bleiben.“ Coogler schrieb gemeinsam mit dem ebenfalls schwarzen Joe Robert Cole auch das Drehbuch zum Film.
Coogler sah im Black-Panther-Projekt die einmalige Chance, ein Afrika zu zeigen, das nicht nur aus Armut und Elend besteht, und sagte ohne zu zögern zu. Nach einem Anruf von Produzent Nate Moore kaufte er im gleichen Comicbuchladen, den er seit seiner Kindheit besuchte, zwei Black-Panther-Comics, machte ein Foto und schickte es an Marvel-Studios-Chef Kevin Feige. „Ich war bereit. Marvel war bereit. Black Panther begleitet mich bereits seit meiner Kindheit. Es war der einzige Superheld, der aussah wie ich. Ich ging damals in den Laden und sagte, dass ich einen Comic lesen will, in dem der Held so aussieht wie ich. Superman und die X-Men kannte ich bereits. Ich wollte etwas anderes, ich wollte mehr.“ Der Regisseur meinte weiter, meistens werde Afrika in keinem guten Licht gezeigt: „Oft ist es falsch, oder geht zumindest in die falsche Richtung. Am schlimmsten ist es jedoch, wenn die schwarze Identität als Plot-Device missbraucht wird. Dann wird die ganze Geschichte verletzend und schädigend. Dieser Verantwortung war sich das Team von Black Panther zu jeder Zeit bewusst. Ehrlich gesagt war ich mir als Regisseur der Verantwortung, die schwarze Identität endlich in einem anderen Licht zu präsentieren, zu jeder Sekunde bewusst. Ich habe teilweise an nichts anderes gedacht.“

### Besetzung und Vorbereitung
Die Hauptrolle von T’Challa alias Black Panther wurde mit Chadwick Boseman besetzt, der diese Rolle bereits in The First Avenger: Civil War in das Marvel Cinematic Universe einführte. Boseman hatte sich bereits für die Dreharbeiten zu diesem Film von einem afrikanischen Sprachtrainer die afrikanische Sprache Xhosa beibringen lassen. Mit dem Martial-Arts-Künstler Marrese Crump und dem Choreografen Aakomon Jones hatte Boseman bereits am James-Brown-Film Get on Up zusammengearbeitet. Über seine Rolle als Held sagte Boseman: „Es ist einfach sehr inspirierend, auf der Leinwand jemanden zu sehen, in dem man sich selbst wiedererkennen kann – auch in einem Superhelden-Film. Als Schwarzer siehst du aber eben fast immer Menschen, die zumindest optisch nichts mit dir gemein haben. Gleichzeitig ist Black Panther aber auch für alle nicht-schwarzen Zuschauer eine Bereicherung. Denn es ist unglaublich wichtig, auch mal Helden zu sehen, die nicht dem typischen Bild entsprechen, das wir gewohnt sind. Das erweitert den Horizont und entspricht außerdem der Realität.“
Michael B. Jordan spielt Erik Killmonger. Der aufstrebende Fürst ist ein Kritiker der Regierung und wurde aus Wakanda verbannt, hat sich aber mit einem feindlichen, ausländischen Gegner zusammengetan, um den rechtmäßigen Erben auf Wakandas Thron zu bringen. Lupita Nyong’o spielt Nakia, eine Geheimagentin Wakandas, deren Aufgabe es ist, die Geheimnisse des Landes zu bewahren und seine Feinde zu verfolgen und zu töten, wenn dies notwendig ist.
Winston Duke übernahm die Rolle von M’Baku, dem Anführer einer religiösen Minderheit in Wakanda, die anderer Meinung als Thronfolger T’Challa ist und auch mit dem Regierungsstil seines getöteten Vaters T’Chaka nicht einverstanden war. Das Weglassen des Beinamens Man-Ape von M’Baku im Film erklärte Produzent Nate Moore, eine schwarze Figur, die sich als Affe verkleidet, sei zu heikel gewesen, und sein Kostüm – in den Comics ist er als weißer Gorilla zu sehen – wurde daher entschärft. Dass M’Baku und seine Gefolgsleute die Gorilla-Götter anbeten, fand man aber interessant, zumal Black Panther selbst eine Art Gottheit sei. Andy Serkis übernahm die Rolle von Ulysses Klaue, der seinen abgetrennten Arm, den er in Avengers: Age of Ultron verlor, durch ein Stück Technologie, die Vibranium enthält, das er aus Wakanda gestohlen hat, ersetzte. Die eigentliche Gefahr, die von Klaue ausgeht, ist jedoch, was er der Außenwelt über die Geheimnisse der Nation erzählen könnte. Die Schauspielerin und Sängerin Nabiyah Be wurde anfangs als die Schurkin Tilda Johnsons engagiert, die in den Comics mit Nightshade in Verbindung steht, einem Genie, das ein Serum herstellt, durch das Menschen zu Werwölfen mutieren. Für die endgültige Filmfassung wurde ihre Rolle in Linda umbenannt, da die Figur der Tilda Johnson für die zweite Staffel der Marvel-Serie Marvel’s Luke Cage angekündigt wurde. Die in Deutschland aufgewachsene Florence Kasumba ist wie bereits in The First Avenger: Civil War in der Rolle von Ayo und Danai Gurira in der Rolle von Okoye zu sehen. Stan Lee hat einen Cameo-Auftritt in einem von T’Challa besuchten Spielcasino in Busan.
Kurz nach Beginn der Dreharbeiten kündigte Atandwa Kani an, dass er die Rolle des jungen T’Chaka in einer Rückblickszene übernehmen werde, die von seinem Vater John Kani in der Gegenwart gespielt wird. Somit kehrte König T’Chaka trotz seines Todes in The First Avenger: Civil War noch einmal in die Rolle des Herrschers von Wakanda zurück und hat gemeinsam mit seinem Sohn einen Auftritt.

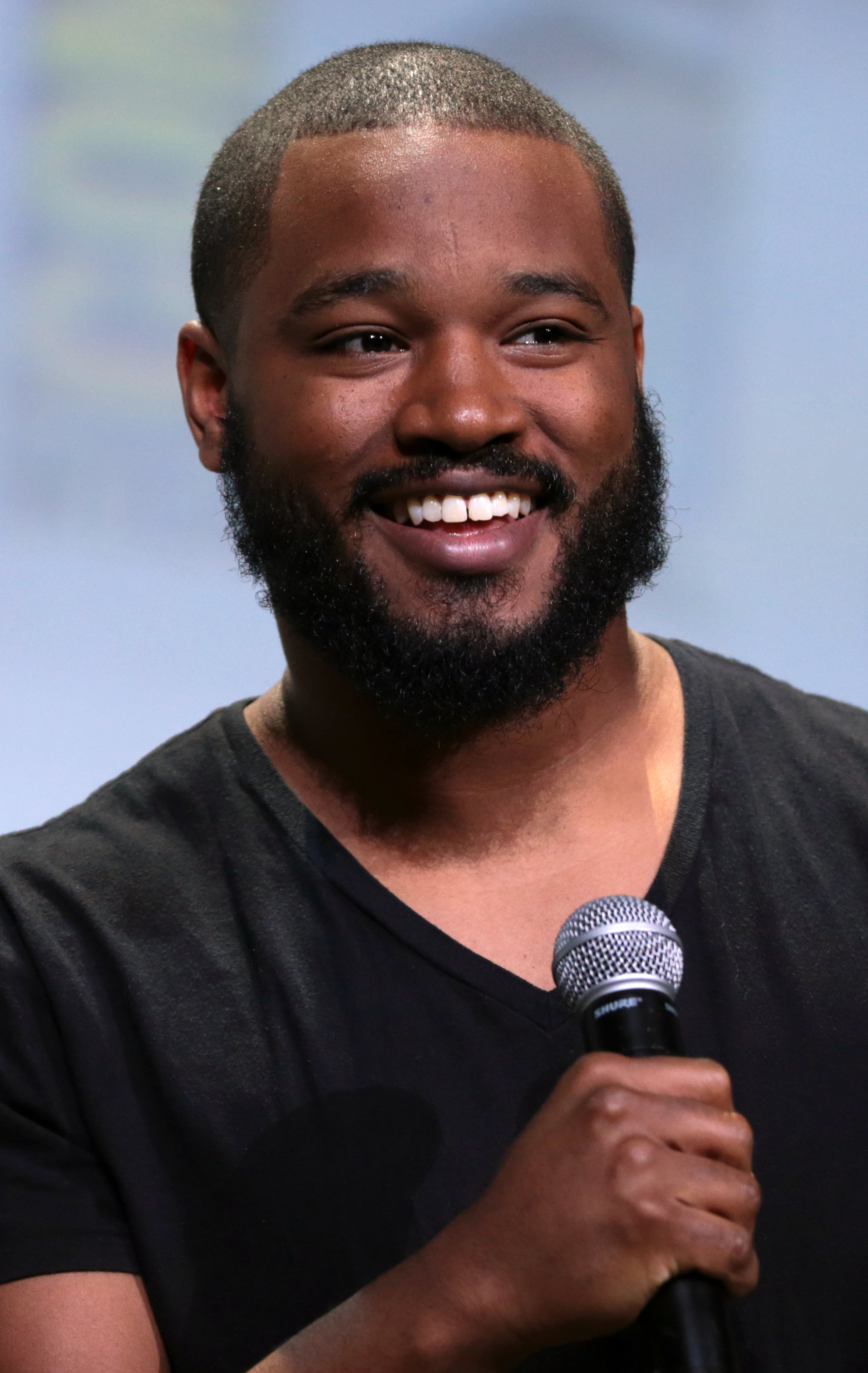
Der Regisseur Ryan Coogler
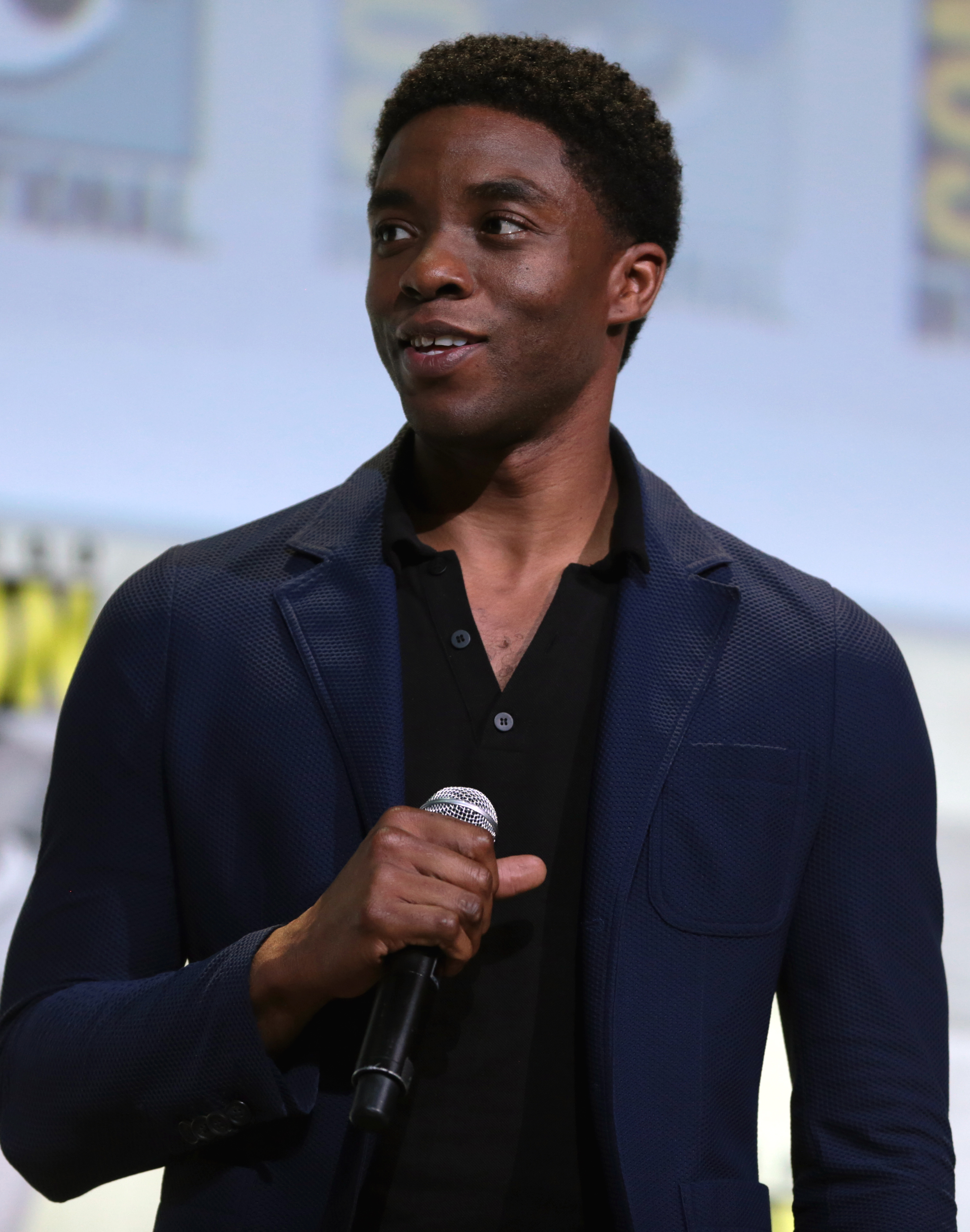
Chadwick Boseman spielt T’Challa / Black Panther
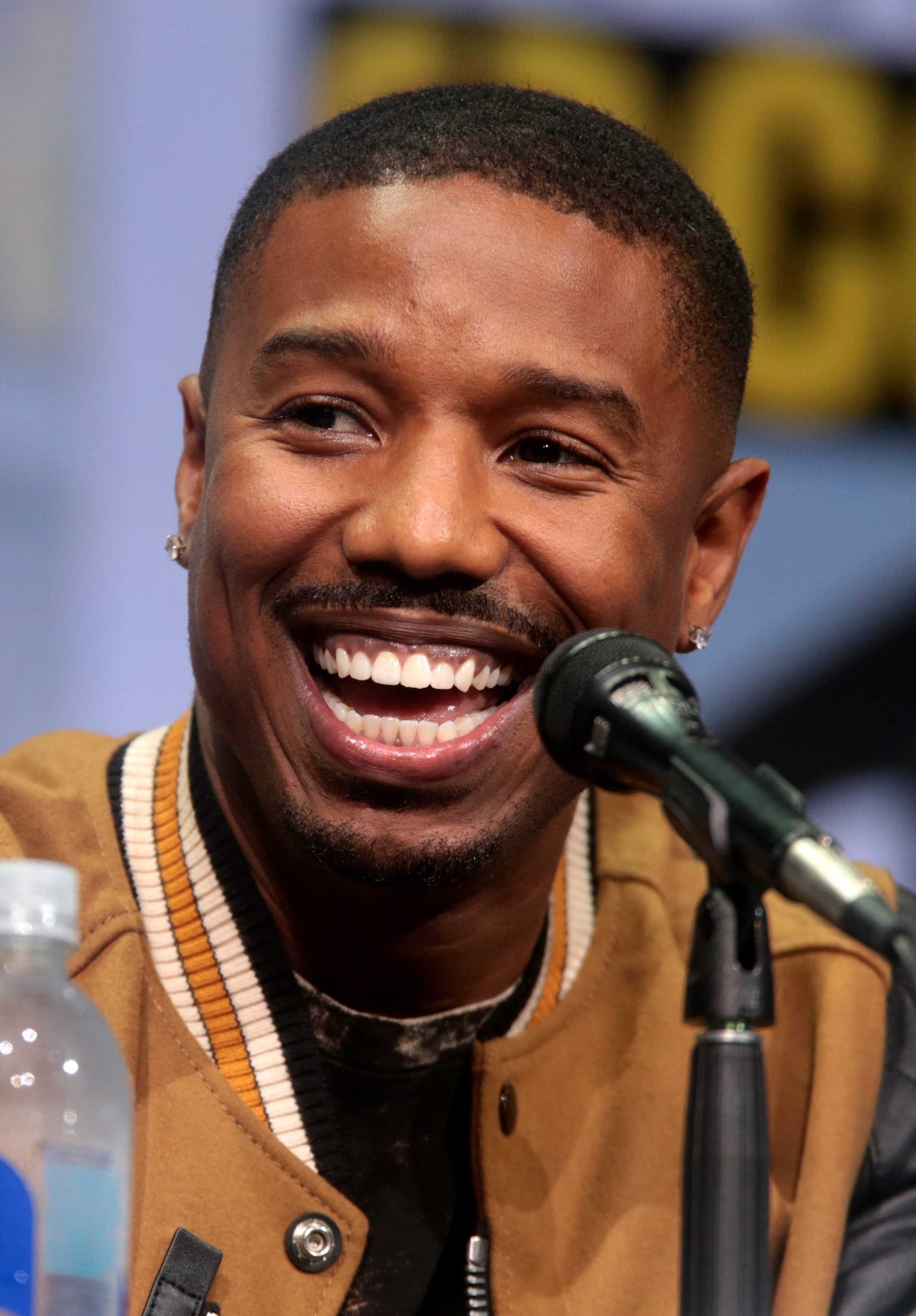
Michael B. Jordan spielt Erik „Killmonger“ Stevens
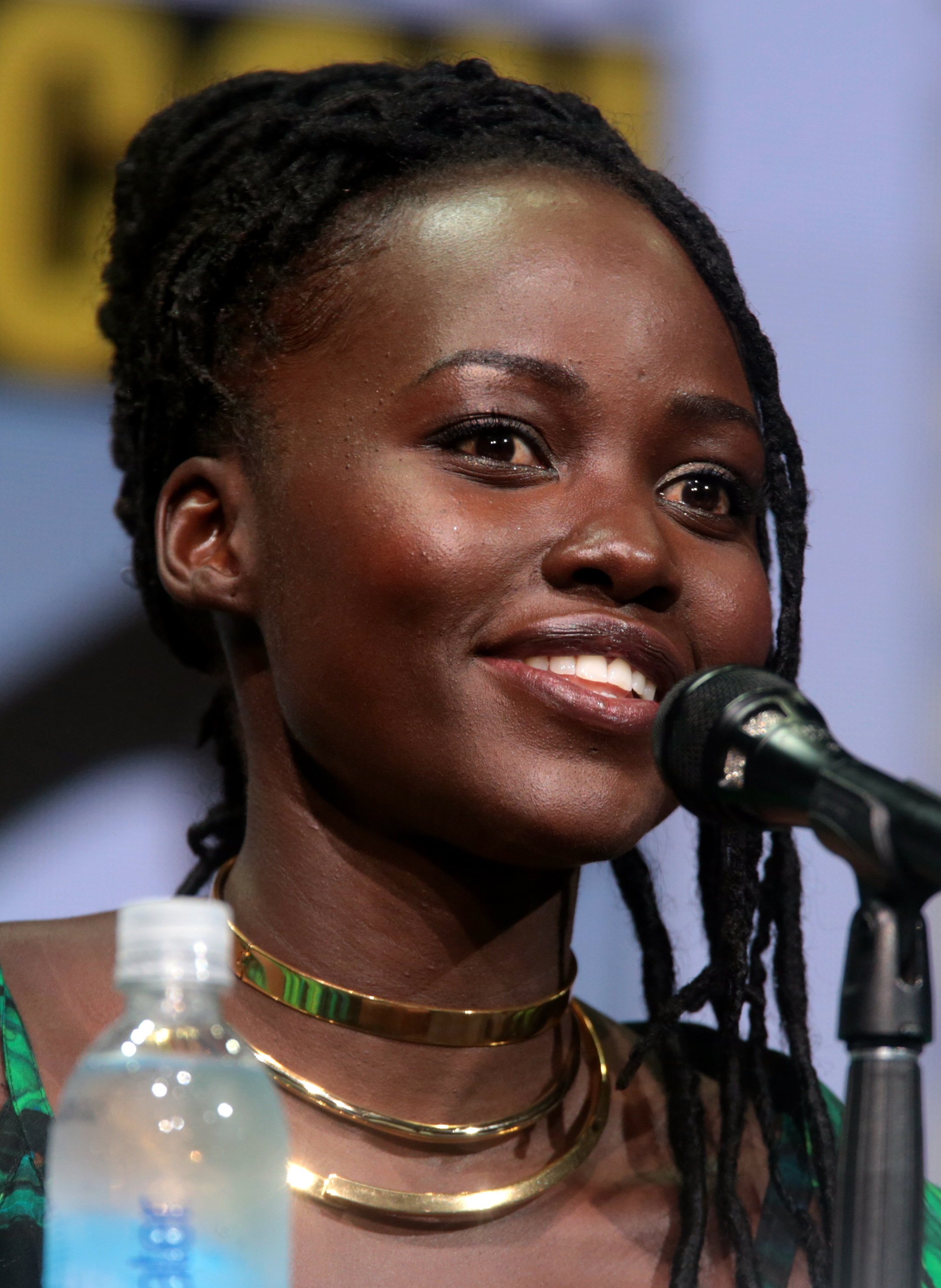
Lupita Nyong’o spielt Nakia
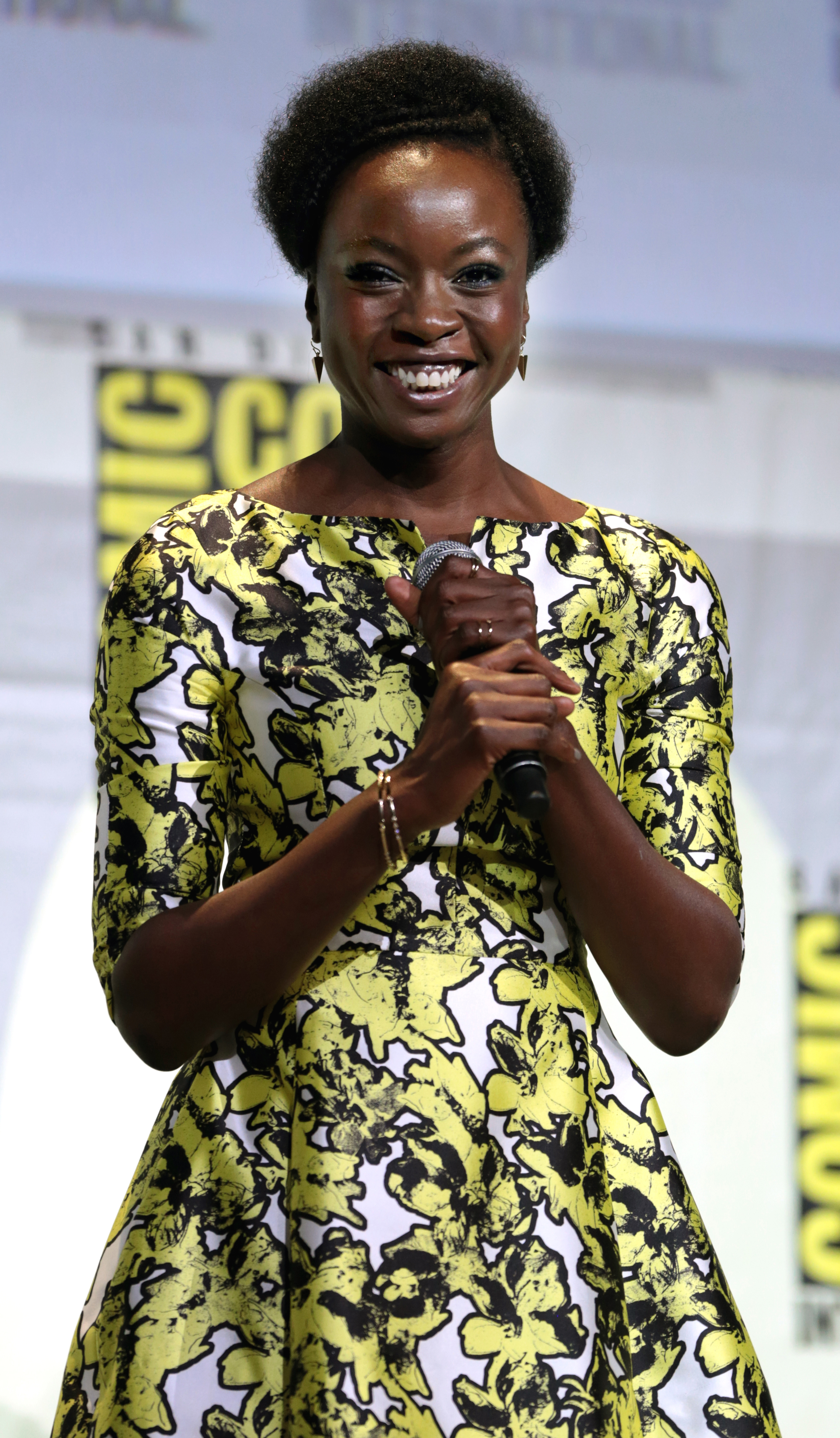
Danai Gurira spielt Okoye
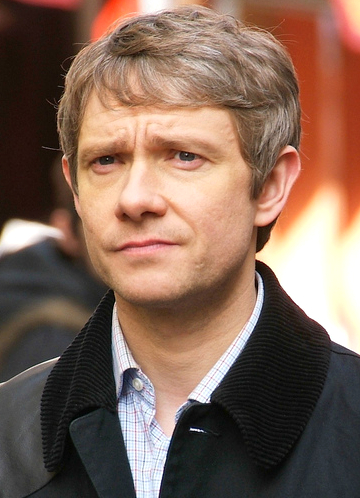
Martin Freeman spielt Everett K. Ross
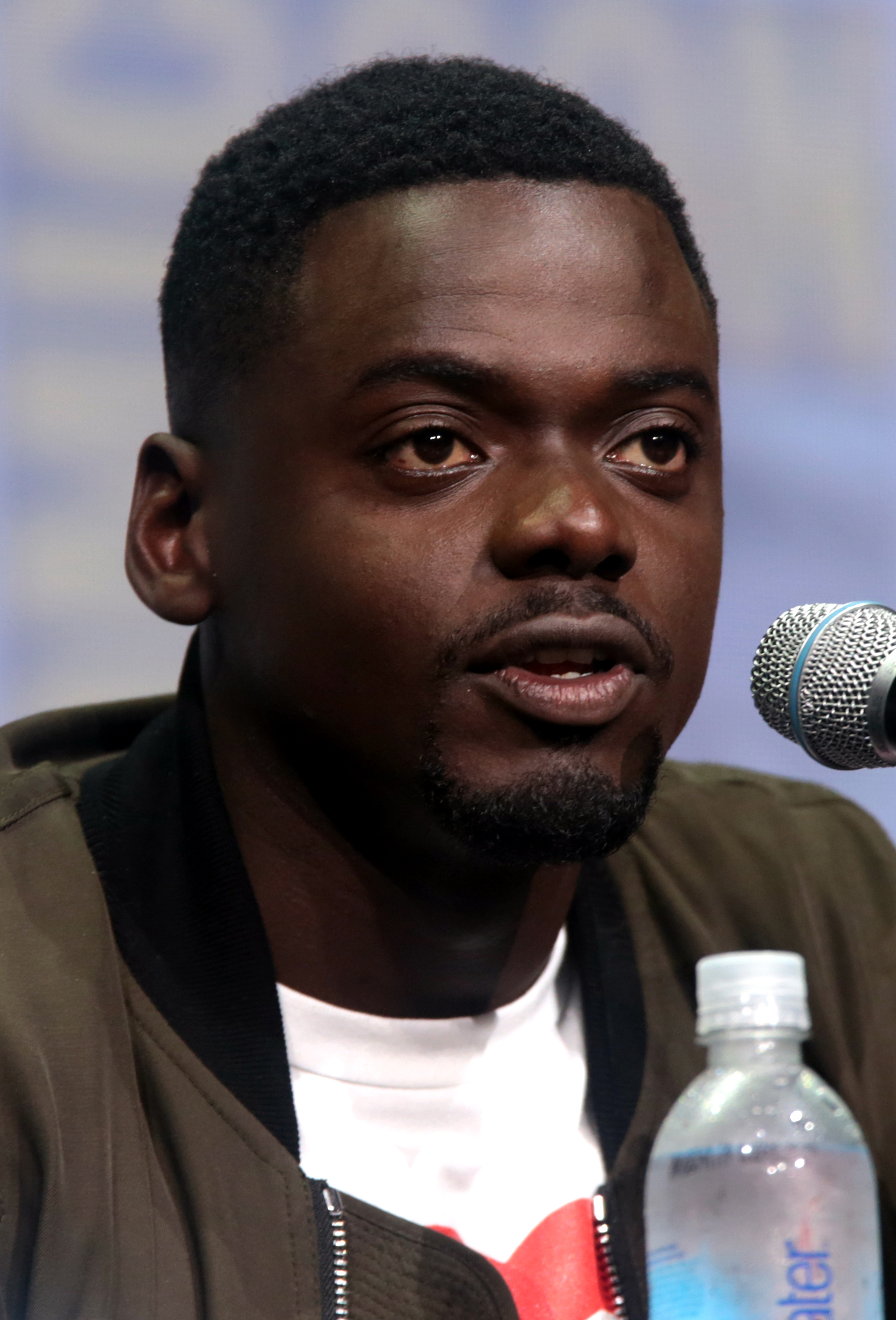
Daniel Kaluuya spielt W’Kabi
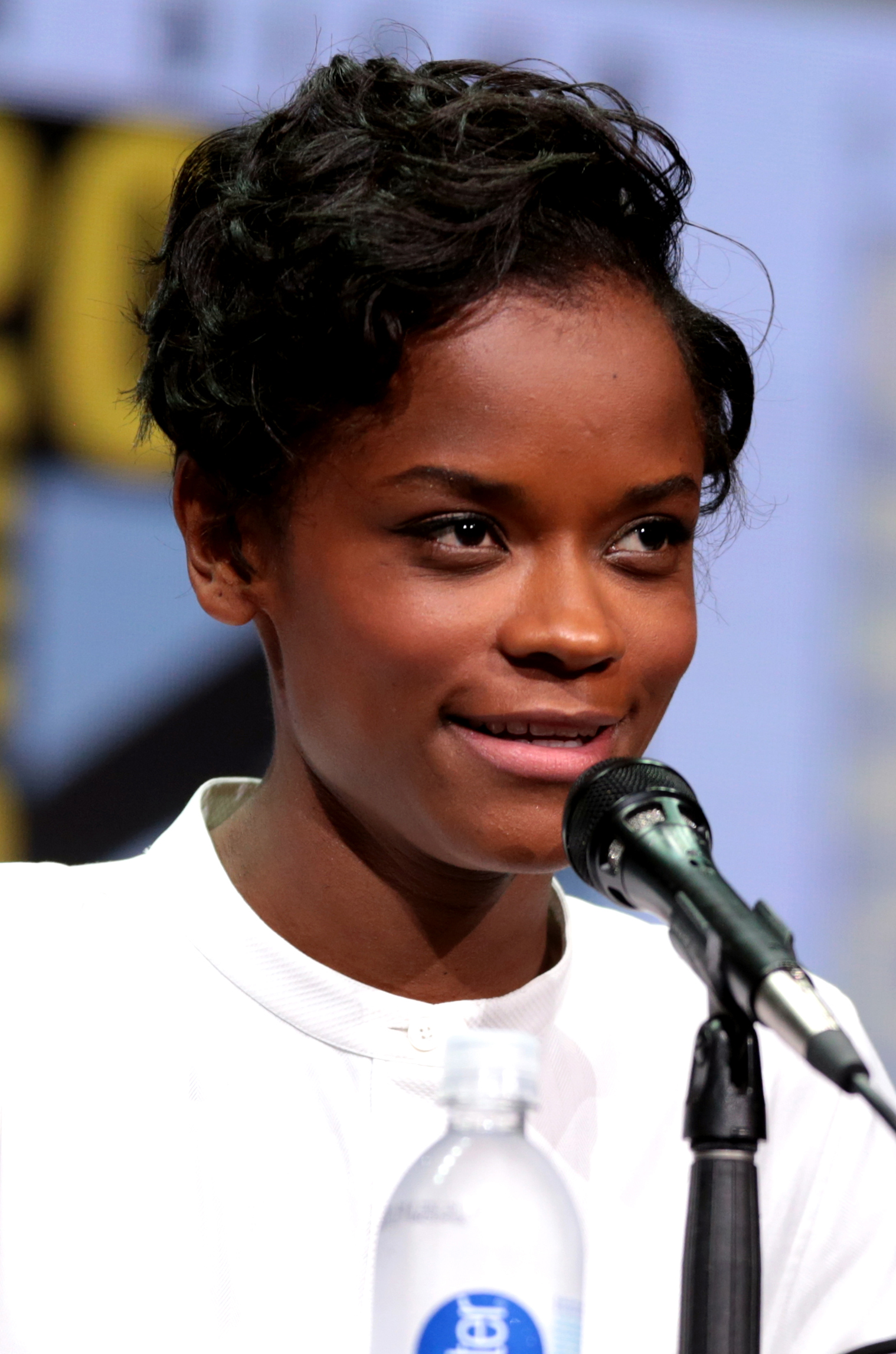
Letitia Wright spielt T’Challas Schwester Shuri
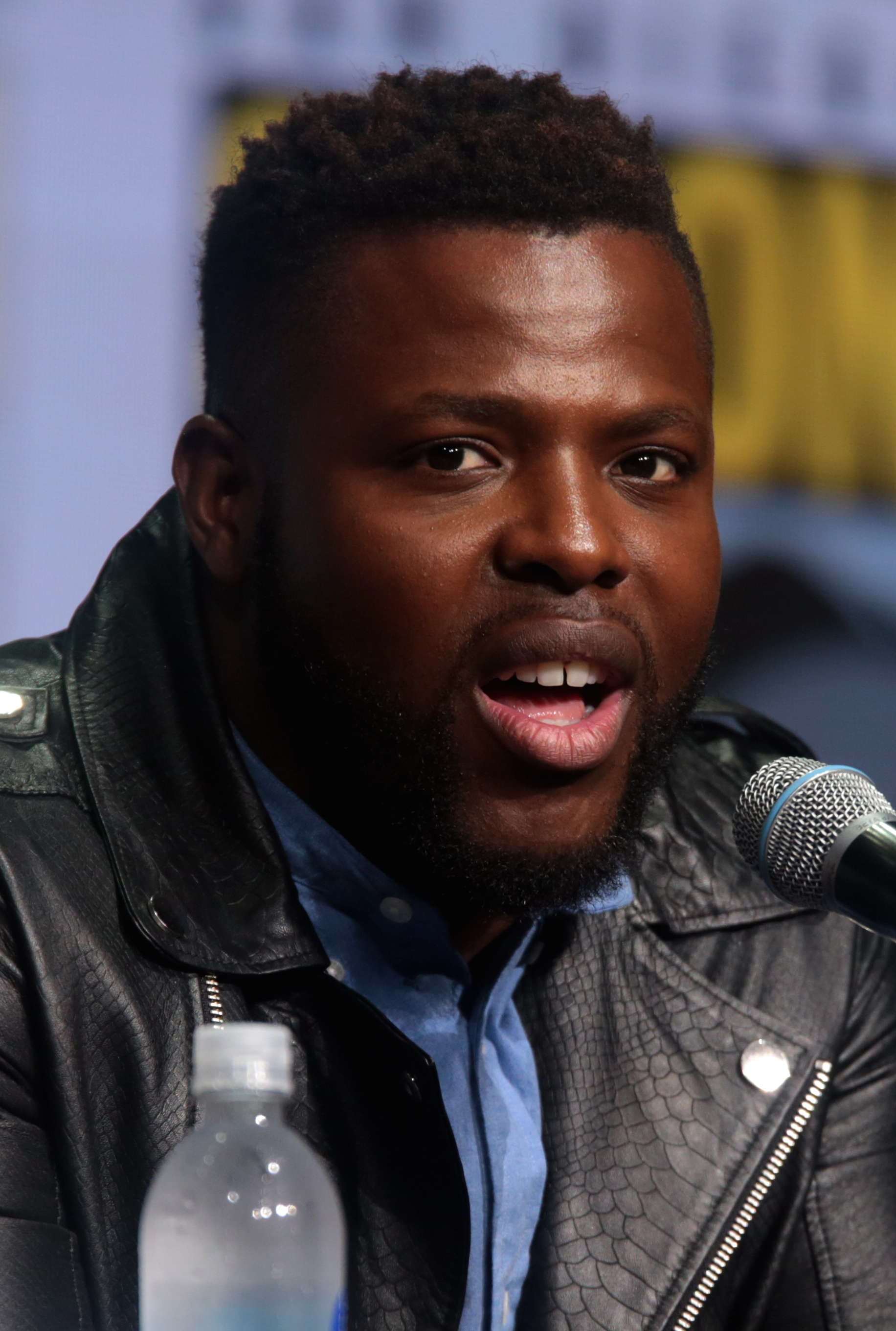
Winston Duke spielt M’Baku
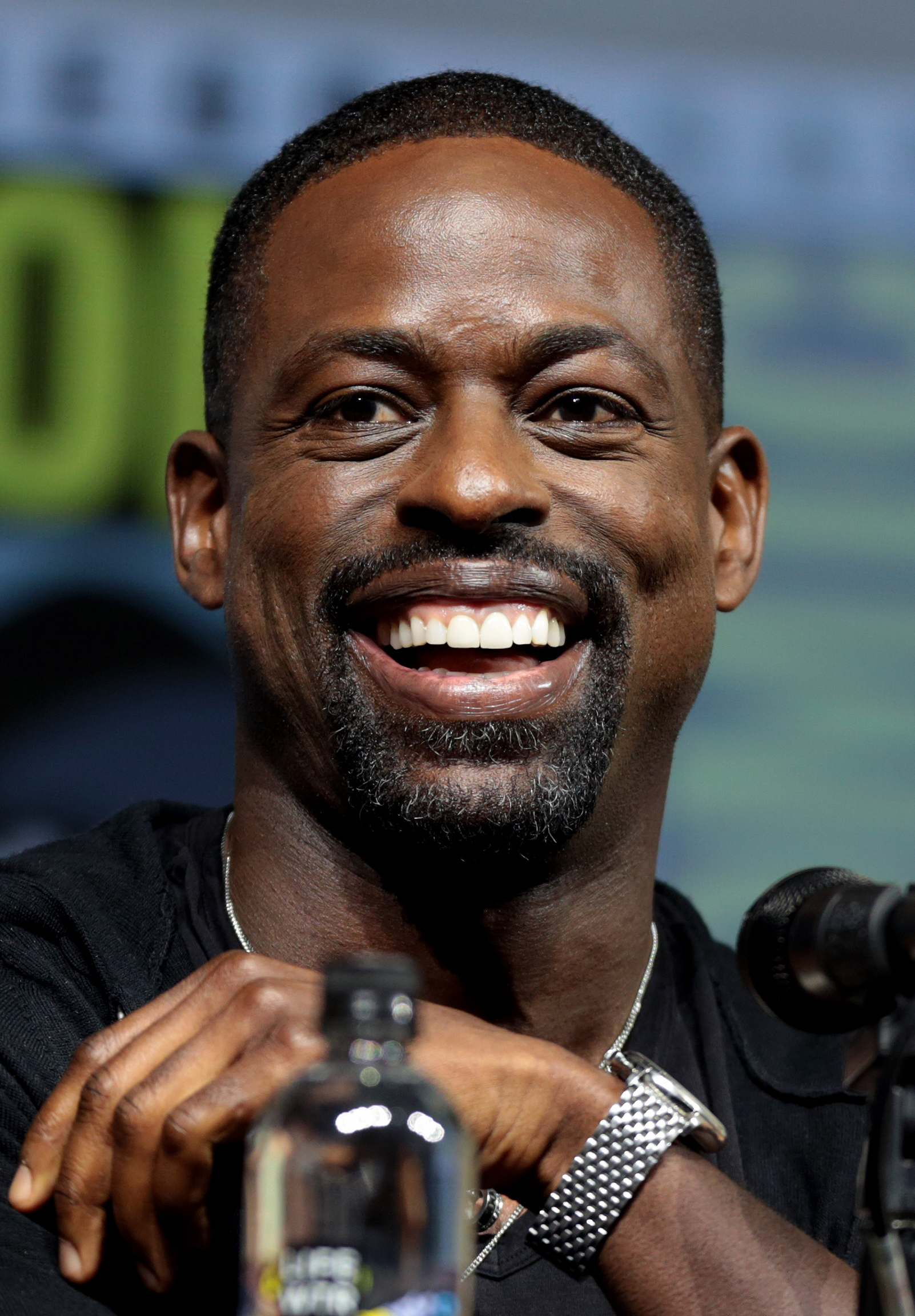
Sterling K. Brown spielt N’Jobu
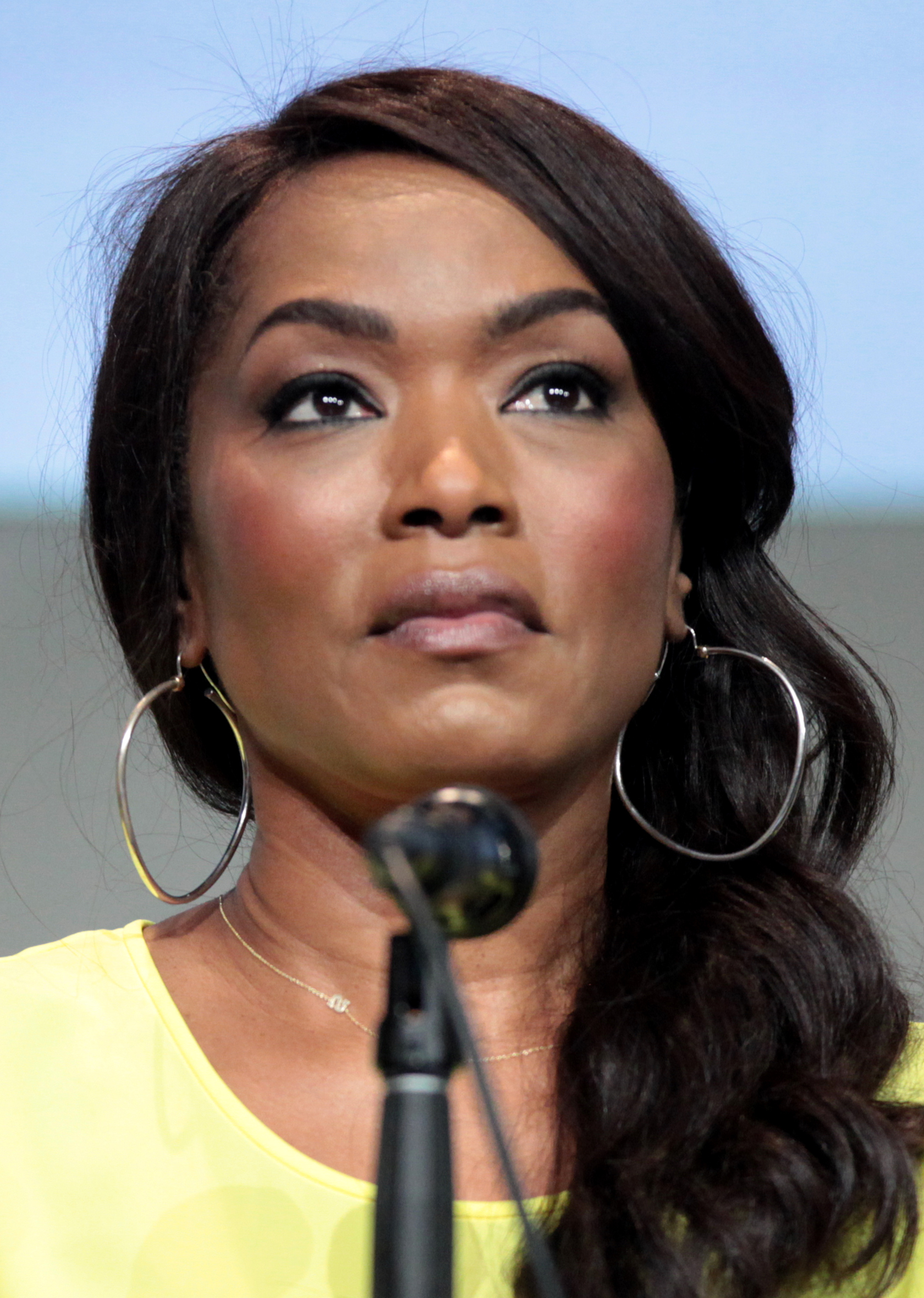
Angela Bassett spielt Ramonda
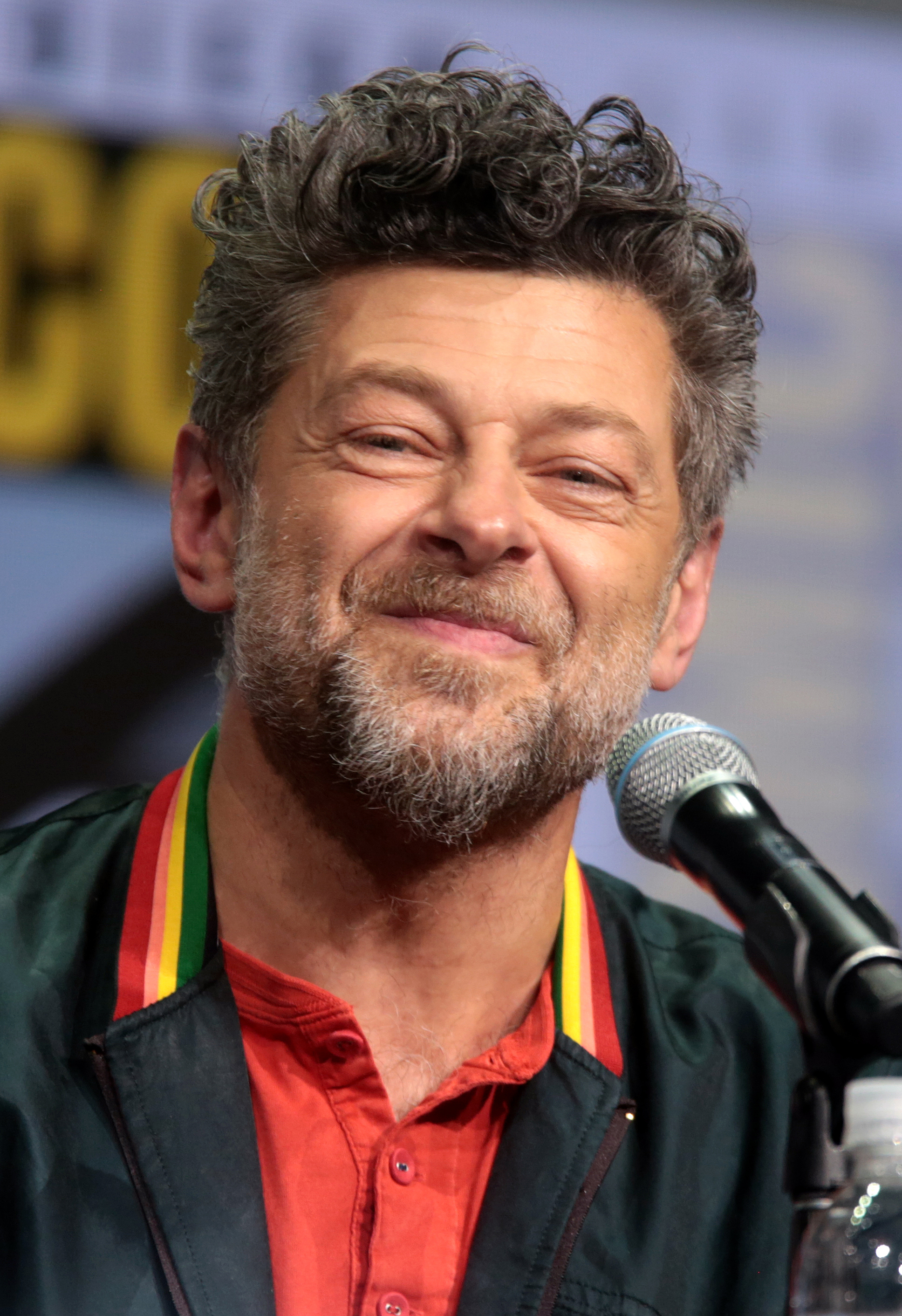
Andy Serkis spielt Ulysses Klaue
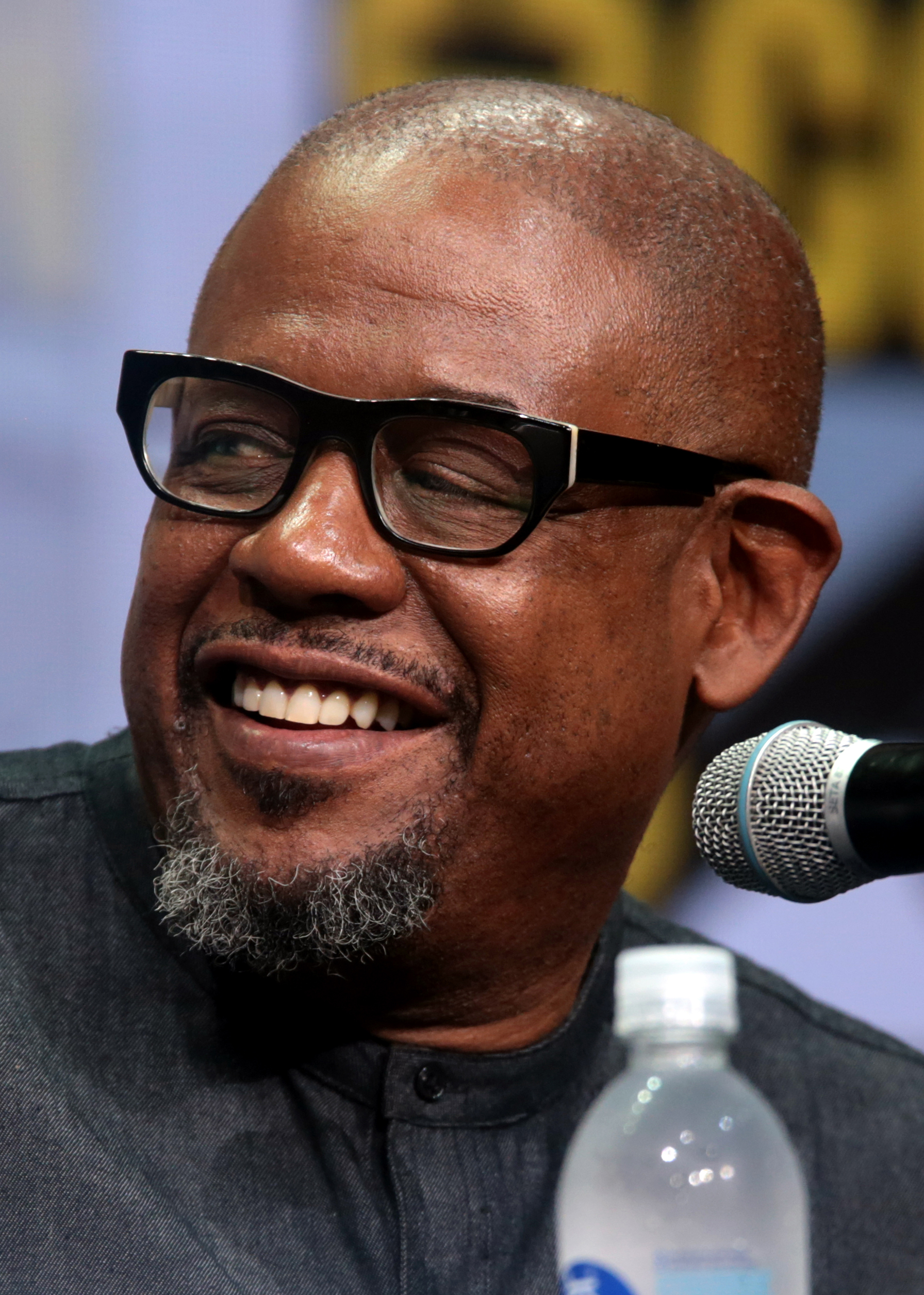
Forest Whitaker spielt Zuri
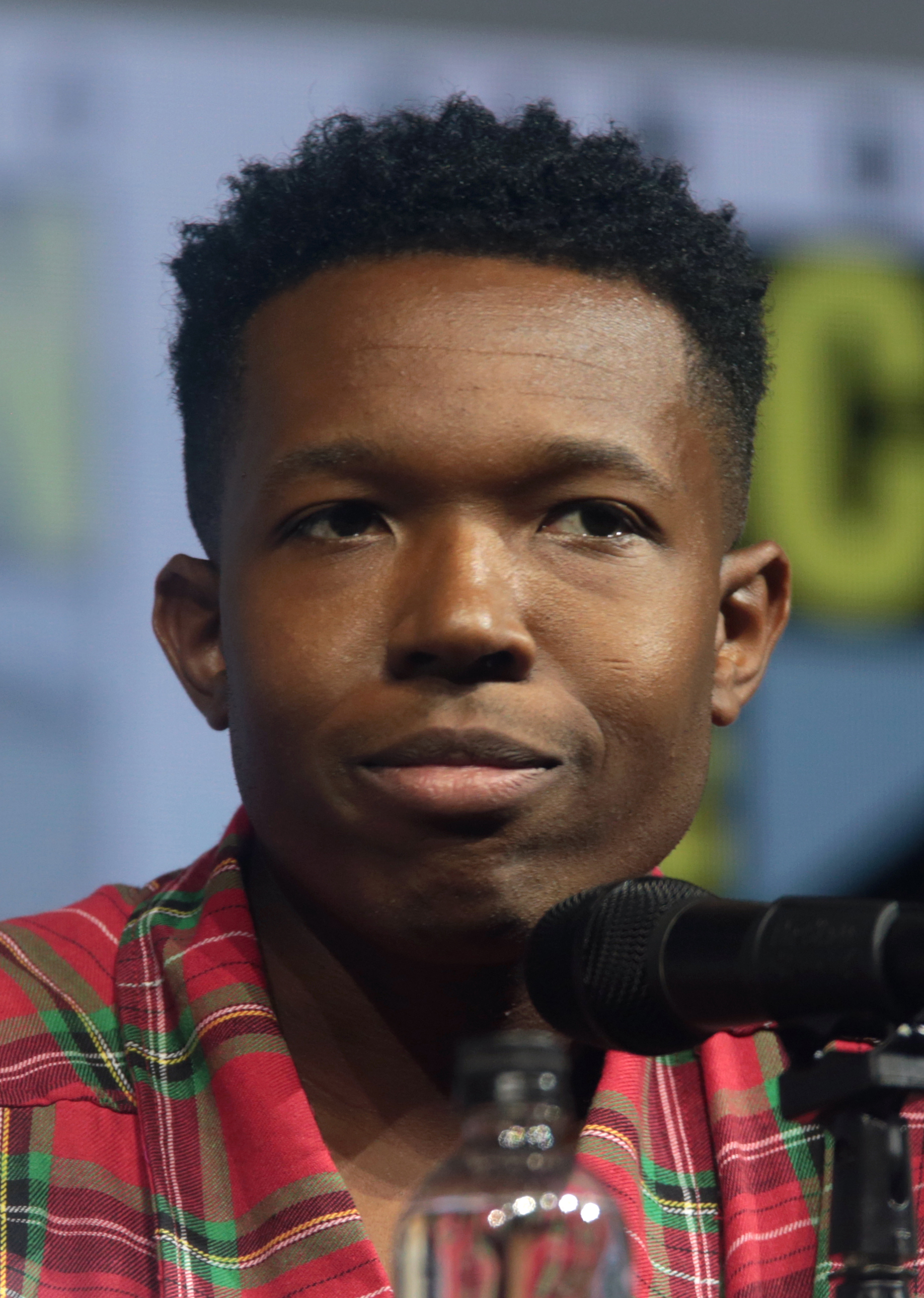
Denzel Whitaker spielt den jungen Zuri

### Ausstattung, Kostüme und Dreharbeiten
Coogler reiste mehrere Wochen alleine durch Südafrika, bevor er durch die Produktionsdesignerin Hannah Beachler verstärkt wurde. Beide wollten das fiktive Wakanda durch Gerüche, Geschmäcker und echte audio-visuelle Eindrücke Afrikas zum Leben erwecken; alles musste sich nach Afrika anfühlen, und Beachler wollte in jeder Faser des Films echte afrikanische Identität unterbringen: „Ich wollte, dass die Musik passt, die Sprache, das gesamte Produktions-Design. Die Gebäude, die Straßen und die Symbolik mussten stimmen. Selbst die Farbe der Wände kann falsch sein. Auch die Dinge, die nicht so schön sind: Die Gewalt, die Waffen und die Konflikte. Wenn du eine fiktive Geschichte erzählst, dann muss sie sich in diesem Kontext trotzdem echt anfühlen.“
Karsten Scholz von buffed.de bemerkt, bereits nach ein paar Minuten sei klar: „Black Panther fühlt sich völlig anders an, als alle anderen Marvel-Filme. Wakanda mag ein hochtechnologisiertes Land sein, doch atmet es dennoch mit jeder Pore das natürliche Lebensgefühl von Afrika. Statt körperbetonten Anzügen bestimmen meist farbenfrohe Gewänder das Bild. Hier fängt die Kamera bezaubernde Landschaften statt bekannte Wahrzeichen aus überbevölkerten Weltmetropolen ein, während die Buschtrommeln im Hintergrund den Takt vorgeben.“ Auch Katrin Hemmerling von Robots&Dragons fällt das aufwändige und farbenfrohe Design Wakandas ins Auge: „Die Produktion hat sich von diversen afrikanischen Kulturen inspirieren lassen. Diese Farbenpracht gepaart mit einigen atemberaubenden Landschaftsaufnahmen machen Black Panther zu einem Augenschmaus. Im Gegensatz dazu wirkt die technische Welt Wakandas, in der unter anderem Erfindungen wie der Anzug des Black Panther entstehen, nüchtern und klar.“

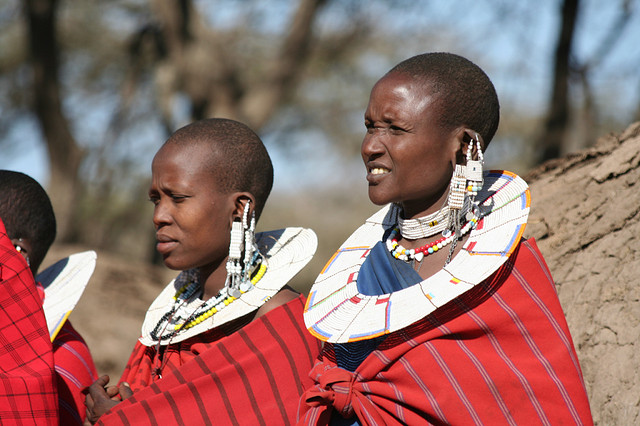
Die Kostüme der Dora Milaje wurden unter anderem von der Kleidung der Massai inspiriert

Die rot gepanzerten Outfits der weiblichen Leibgarde, der Dora Milaje, beziehen sich auf Elemente der Stämme Turkana, Himba und Massai, und ihre Halsringe sind eine Anspielung auf den Stamm der Ndebele. Verantwortlich für die Entwürfe war die afroamerikanische Kostümdesignerin Ruth E. Carter, die für ihre Arbeit am Filmdrama Malcom X für einen Oscar nominiert wurde. Sie wollte mit ihren Entwürfen den unterschiedlichen Regionen und Traditionen des afrikanischen Kontinents Tribut zollen und unternahm mit ihrem Team deshalb im Vorfeld der Dreharbeiten ausgedehnte Recherchereisen zu verschiedensten indigenen Stämmen. Später verband sie futuristische Superhelden-Ganzköperanzüge mit Elementen aus traditionellem Handwerk und orientierte sich ebenso an Perlenstickereien der Massai wie an der Lederverarbeitung der Himba-Nomaden. Carter bemerkte, Afrika sei in der Vergangenheit in puncto Filmkostümen vereinheitlicht, sprich ärmlich oder verkitscht dargestellt worden, die Kostüme der Bürger von Wakanda, das einst aus fünf verschiedenen Stämmen entstand, sollten aber eine deutlich erkennbare Historie haben und gleichzeitig die Individualität jedes einzelnen Charakters unterstreichen. Ann-Kathrin Riedl von der Modezeitschrift Vogue bemerkt, im Falle von Black Panther zeige sich eindeutig, dass es möglich ist, das in der Modebranche seit einigen Jahren heftig diskutierte Phänomen der „cultural appropriation“, also die Vermischung von Anspielungen auf verschiedenste Kulturen und Traditionen auf Augenhöhe, umzusetzen. Carter suchte von Ghana bis Los Angeles nach Stoffen und Accessoires, die sie in den Film einbauen hätte können. Schlussendlich wurden daraus etwa 700 Kostüme für den Film geschaffen.
Um die vom Volk der Zulu inspirierte Kopfbedeckung und Mantel für die Figur der Königinmutter herzustellen, machte Ruth E. Carter vom 3D-Druck Gebrauch. Das grüne Kleid, das Nakia im Casino trägt wurde ebenfalls von ihr im 3D-Druck-Verfahren hergestellt. Ihr Kleid, das rote von Okoye und T’Challas schwarzer Anzug in der Szene symbolisieren zudem die panafrikanische Flagge, während Klaues’ blaues Jacket für Kolonisation steht. Die Farbe blau hat auch die Bedeutung Gefahr und Ärger, weshalb sie nur von W’Kabis Stamm und Killmonger verwendet wird. Das Kostüm von Black Panther wurde hingegen von Superman inspiriert. Hierzu merkte Carter an: „Als ich mir Supermans Anzug und dessen Textur angesehen habe, konnte ich tatsächlich sehen, dass die modellierte Muskulatur darunter aus Silber besteht.“ Dies war für Carter ideal, um zu zeigen, dass der Black-Panther-Anzug aus Vibranium besteht. Im Herbst 2018 soll der Anzug im National Museum of African American History and Culture ausgestellt werden, einem Museum der Smithsonian Institution, das der Kultur und Geschichte der Afroamerikaner gewidmet ist. Die zylindrische Krone und der Bolero von Königinmutter Ramonda, der Mutter des Königs T’Challa, wurden in Zusammenarbeit mit der Salzburgerin Julia Körner entwickelt, die auf Design aus dem 3D-Drucker spezialisiert ist. Die Designerin kam auf Initiative von Kostümdesignerin Ruth Carter zu der Filmproduktion, die auf der Suche nach dem richtigen Material-Mix war und auf Körners tragbare Mode aus dem 3D-Drucker stieß.
Die Dreharbeiten begannen im Januar 2017. Zwei Tage später wurden Martin Freeman und Andy Serkis in ihren Rollen, die sie bereits in Vorgängerfilmen spielten, bestätigt. Bereits am 4. Januar 2017 kam Hauptdarsteller Chadwick Boseman nach Atlanta, um sich auf die Dreharbeiten vorzubereiten. Als Drehort kam etwa auch das Rathaus von Atlanta zum Einsatz. Es dient im Film einem UN-Gebäude als Kulisse. Ab März 2017 begannen die Dreharbeiten in der südkoreanischen Küstenstadt Busan. Die Dreharbeiten dauerten bis zum 19. April 2017. Kamerafrau war die oscarnominierte Rachel Morrison.

### Filmmusik, Begleitalbum und Sounddesign

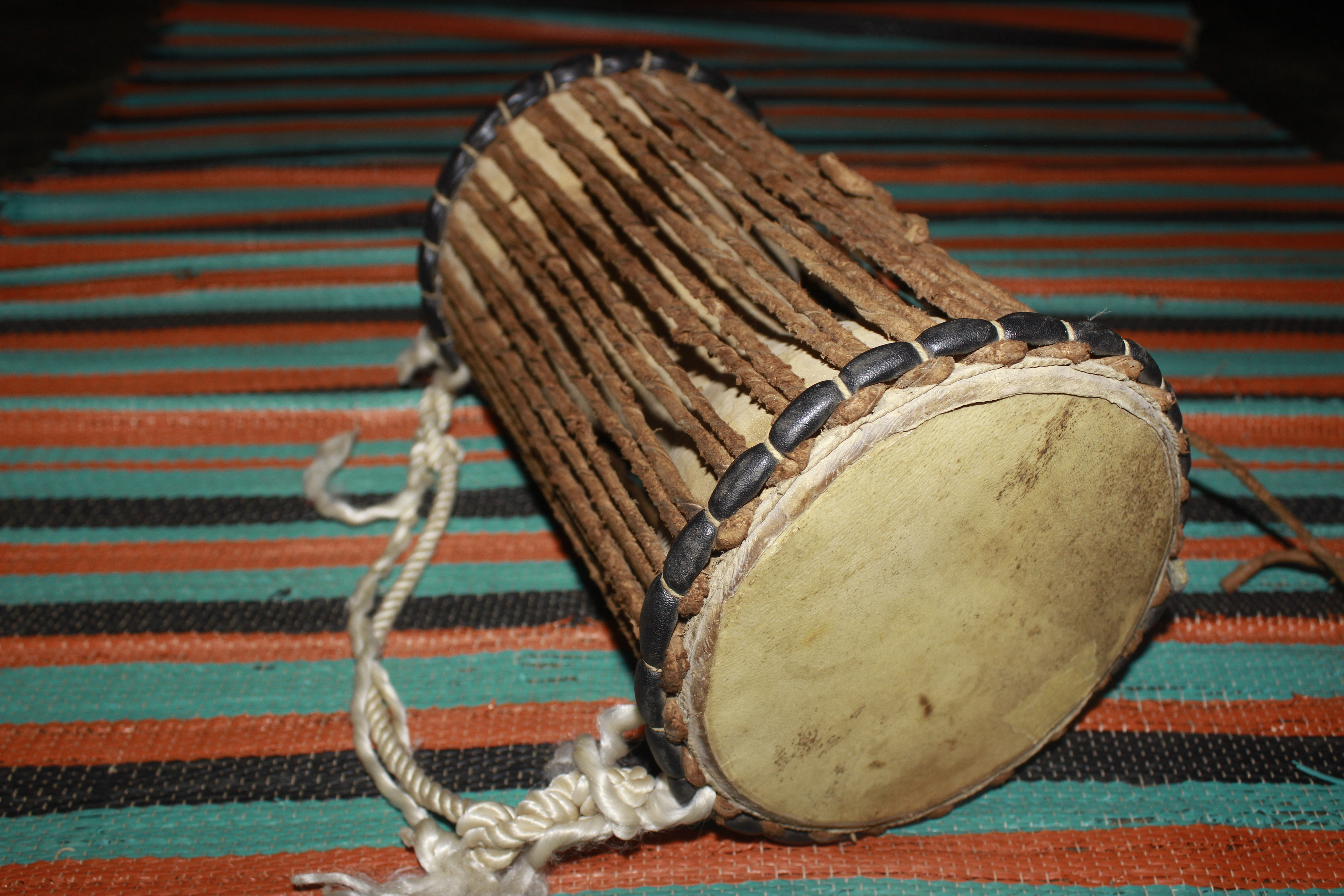
Eine „sprechende Trommel“

Die Filmmusik wurde von Ludwig Göransson komponiert. Für diese wurden unter anderem afrikanische Trommeln verwendet, zudem kamen Holzbläser zum Einsatz. Göransson war zur Recherche nach Afrika gereist, so in den Senegal, wo es ganz besondere afrikanische Instrumente, wie die Sabar-Trommel oder die Talking Drum gab, eine westafrikanische Sprechtrommel: „All die verschiedenen Rhythmen und Melodien, die ich geschrieben habe, stammen zum größten Teil aus der westafrikanischen Kultur. Im Senegal gibt es zwei bestimmte Völker: Das Volk der Wolof und die Fulbe, die beide zu den größten Stämmen in Westafrika gehören. Ein großer Teil der Filmmusik stammt von diesen zwei Kulturen.“ Als Göransson mit Coogler das erste Mal über Killmonger gesprochen hatte, sei es vor allem darum gegangen, dass dieser zwar wakandandischer Abstammung, aber in Amerika aufgewachsen ist, weshalb sich seine Musik deutlich von Wakanda unterscheiden musste: „Ich dachte darüber nach, wie die Musik klingen könnte, die Killmonger selbst gerne hört. So kamen wir auf die Idee, seine Klänge wesentlich moderner zu gestalten und dadurch entstand sein eher rap-artiger Sound. Ich wollte trotzdem etwas Wakanda in seine Melodie mit einbringen, deswegen kam ich auf die Fula-Flöte, ein afrikanisches Instrument. Ich wollte damit seine afrikanischen Wurzeln akustisch hervorbringen.“ Der Soundtrack wurde am 16. Februar 2018 von Marvel Music und Hollywood Records veröffentlicht und umfasst 28 von Göransson komponierte Musikstücke.

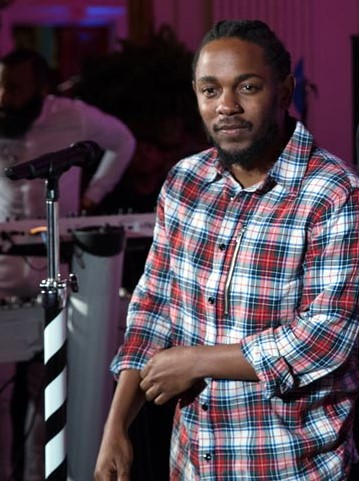
Kendrick Lamar stellte Black Panther: The Album zusammen

Anfang Januar 2018 gaben die Marvel Studios und TDE Entertainment bekannt, dass Kendrick Lamar und Anthony Tiffith einen weiteren Soundtrack zum Film produzieren werden. Black Panther: The Album, das 14 Musikstücke umfasst, erschien am 9. Februar 2018 digital und auf CD. Am 18. Februar 2018 stieg das Album auf Platz 1 in die Billboard 200 ein. Drei Songs wurden bereits vorab im Stream veröffentlicht: All the Stars von Lamar und SZA, King’s Dead von Jay Rock, Kendrick Lamar, Future und James Blake und Pray For Me von The Weeknd und Kendrick Lamar. Zur Verwendung moderner Musik sagte Album-Co-Produzent Sounwave, dies sei ein sehr sinnvoller Schritt gewesen: „Ich denke, es ist nur richtig. Der Film spielt nicht im Jahr 1910 oder in den 1960er Jahren, als Black Panther zum ersten Mal herauskam. Er ist im Heute angesiedelt.“
Martin Böttcher von Deutschlandfunk Kultur bemerkt, Kendrick Lamar gelte als prominente Stimme gegen die Unterdrückung von Schwarzen in den USA: „Immer wieder machte der mehrfache Grammy-Gewinner in seinen Texten auf soziale Missstände aufmerksam und kritisierte den verbreiteten Rassismus in der US-Gesellschaft.“ Der Musikjournalist Dennis Pohl meinte im Gespräch mit Böttcher: „In diesem Fall hat man ausnahmsweise mal Weitsicht im Umgang mit schwarzer Kultur bewiesen. Dafür kann man Marvel eigentlich nur gratulieren.“ Das Album sei politischer als der Film, weshalb Pohl auch glaubt, dass der Soundtrack am Ende eine größere popkulturelle Wirkung entfalten könnte, als der Film selbst, und ohne den Kontext des Films funktioniere die Musik sogar noch besser, denn Lamar habe schlicht so etwas wie das zeitgeistigste Stück Musik aufgenommen, das man im Jahr 2018 machen kann: „Stilistisch vielfältig und hervorragend produziert überzeugt das Album auch musikalisch.“ Weiter heißt es bei Deutschlandfunk Kultur, das Album sei insbesondere eine Bestandsaufnahme des schwarzen Zeitgeistes und dabei weit mehr als eine Untermalung der Kinobilder: „Lamar schafft ein eigenständiges Werk mit politischer Aussage.“
Zu All the Stars wurde Anfang Februar 2018 ein Musikvideo veröffentlicht. Bei diesem führten Dave Meyers und die Little Homies Regie. Das Video verbindet afrikanische Ästhetik mit Superheldendarstellungen. Zu sehen sind Lamar inmitten einer Menschenmenge in einem afrikanischen Dorf und beim Durchqueren einer trostlosen Landschaft in Begleitung einer Gruppe von Panthern und SZA in verschiedenen aufwändigen Kostümen beim Tanzen.
Im August 2018 wurde das Wakanda Remixed Album veröffentlicht, das fünf Musikstücke umfasst.
Das Sounddesign und den Tonschnitt verantworteten Steve Boeddeker, der für seine Arbeit an All Is Lost für einen Oscar nominiert war, und Benjamin A. Burtt, Sohn des mehrfachen Oscargewinners Ben Burtt.

### Marketing und Veröffentlichung
Ende 2016 veröffentlichte Andrew Leung über seine Webseite einige ungenutzte Konzeptbilder zum Marvel-Film The First Avenger: Civil War, unter denen sich auch verschiedene Darstellungen einer Stadt aus dem Königreich Wakanda befinden. Diese liegt innerhalb eines erloschenen Vulkans, wo sich eine Vielzahl von Seen gebildet haben. Innerhalb des Kraters liegt eine auf eine Vielzahl von Inseln verteilte paradiesische Stadt im futuristischen Look, die, als Teil eines abgeschiedenen Königreiches, klar vom Rest der Welt abgetrennt ist.
Gleichzeitig mit den Konzeptzeichnungen, von denen noch nicht bekannt ist, ob sie für Black Panther als Vorlage dienen werden, wurden Set-Fotos von Chadwick Boseman veröffentlicht, die während der Motion-Capture-Aufnahmen zum Film The First Avenger: Civil War entstanden waren und auf denen er das Kostüm trägt, das die Nachbearbeitung am Computer der von ihm dargestellten, letztlich komplett digitalisierten, Figur ermöglichte. Der erste Teaser Trailer wurde am 10. Juni 2017 veröffentlicht. Zu dieser Zeit wurden auch Fotos von verschiedenen Figuren des Films und von Wakanda veröffentlicht. In der Juli-Ausgabe 2017 der Zeitschrift Entertainment Weekly wurden in Vorbereitung auf die Comic-Con zahlreiche Fotos von den Dreharbeiten und der Schauspieler veröffentlicht, die in dem Heft Fragen zum Film beantworteten. Am 16. Oktober 2017 wurde der zweite Trailer veröffentlicht.
Im Februar 2015 wurde der 6. Juli 2018 als Veröffentlichungsdatum des Films bekanntgegeben, später wurde der Termin auf Mitte Februar 2018 verschoben. Letztlich kam der Film am 15. Februar 2018 in die deutschen und einen Tag später in die US-amerikanischen Kinos. Am 9. März 2018 startete der Film in den chinesischen Kinos. Am 20. April 2018 eröffnete der Film in der saudi-arabischen Hauptstadt Riad nach Jahrzehnten das erste Kino. In dem Land waren Filmtheater seit den 1980er Jahren verboten. Die Weltpremiere von Black Panther fand am 29. Januar 2018 im Dolby Theatre in Los Angeles statt. Am 19. Juli 2018 wurde der Film auf DVD und Blu-ray veröffentlicht. Aufgrund des Black History Month soll der Film vom 1. bis zum 7. Februar 2019 in 250 AMC Theatres in Nordamerika zweimal täglich kostenfrei gezeigt werden.
Nach dem überraschenden Tod von Chadwick Boseman im August 2020 bekam der Film an Bosemans Geburtstag auf Disney+ einen veränderten Vorspann zu seinen Ehren.

### Synchronisation
Die deutsche Synchronisation entstand nach einem Dialogbuch und unter der Dialogregie von Björn Schalla im Auftrag der FFS Film- & Fernseh-Synchron GmbH, Berlin.
| Rolle                                | Darsteller         | Synchronsprecher     |
| ------------------------------------ | ------------------ | -------------------- |
| König T’Challa / Black Panther       | Chadwick Boseman   | Tobias Schmidt       |
| N’Jadaka / Erik „Killmonger“ Stevens | Michael B. Jordan  | Jan-David Rönfeldt   |
| General Okoye                        | Danai Gurira       | Dela Dabulamanzi     |
| Nakia                                | Lupita Nyong’o     | Alice Bauer          |
| Prinzessin Shuri                     | Letitia Wright     | Maximiliane Häcke    |
| Agent Everett K. Ross                | Martin Freeman     | Manuel Straube       |
| Ulysses Klaue / Klaw                 | Andy Serkis        | Jörg Hengstler       |
| W’Kabi                               | Daniel Kaluuya     | Kaze Uzumaki         |
| M’Baku                               | Winston Duke       | Samuel Zekarias      |
| Zuri                                 | Forest Whitaker    | Sven Brieger         |
| Königinmutter Ramonda                | Angela Bassett     | Anke Reitzenstein    |
| N’Jobu                               | Sterling K. Brown  | Sebastian Winkler    |
| König T’Chaka                        | John Kani          | Reinhard Scheunemann |
| Ayo                                  | Florence Kasumba   | Florence Kasumba     |
| Zuri (jung)                          | Denzel Whitaker    | Tim Sander           |
| Linda                                | Nabiyah Be         | Laurine Betz         |
| Museumsdirektorin                    | Francesca Faridany | Gudrun Mende         |
| Gieriger Glücksspieler               | Stan Lee           | Thomas Kästner       |
| James Buchanan „Bucky“ Barnes        | Sebastian Stan     | Björn Schalla        |

## Rezeption

### Altersfreigabe
In den USA wurde der Film von der MPAA als PG-13 eingestuft. In Deutschland ist der Film FSK 12. In der Freigabebegründung heißt es: „Gut und Böse sind leicht zu unterscheiden, die Actionszenen sind überwiegend unblutig inszeniert. So können zwar Kinder unter 12 Jahren von einzelnen Gewaltdarstellungen und Bedrohungsszenarien überfordert werden, doch bereits 12-Jährige können sich ausreichend distanzieren, weil Setting und Handlung für sie klar als fiktional einzuordnen sind und kaum Anknüpfungspunkte zu ihrem Alltag bestehen. Auch die positiven Botschaften des Films tragen dazu bei, dass 12-Jährige ihn ohne Beeinträchtigung verarbeiten können.“

### Soziale und digitale Medien
Nach der Vorstellung eines ersten Trailers im Rahmen der Finalspiele der NBA am 9. Juni 2017 berichtete Variety, dass dieser 466.000 Gespräche generierte. Nach der Weltpremiere von Black Panther am 29. Januar 2018 und dem gefallenen Social-Media-Embargo schoss die Anzahl der genutzten Hashtags für den Film auf Twitter von durchschnittlich 7.000 auf annähernd 324.000 in die Höhe. Eine Aktivität ab 150.000 gilt als außergewöhnlich hoch. Mit Facebook, Twitter und Instagram wuchsen die wichtigsten Internetpräsenzen des Films am Tag nach der Premiere um das Zehnfache, sodass der Film im Bereich Social Media alle anderen Marvel-Ableger ausstach.
Rund um den Start des Films wurden vor allem auf Twitter von rechtsgesinnten Trollen zahlreiche Falschberichte von hellhäutigen Kinobesuchern veröffentlicht, die angeblich körperlich angegriffen wurden, um so Weiße vom Kinobesuch abzubringen und dem Film zu schaden. Schwarze Zuschauer hätten weiße Besucher verprügelt und sie mit Worten wie „dieser Film ist nichts für euch“ aus dem Kino getrieben. Unterstützt wurden diese Falschmeldungen mit alten Bildern aus dem Internet, die angeblich aus den Kinos stammen sollten. Der Film erreichte nach seinem Start dennoch in einer großen Zahl von Ländern Platz 1 der Kino-Charts, so in Südafrika und Australien. Zudem befand sich der Filmartikel zu Black Panther mit 21,2 Millionen Aufrufen in der englischsprachigen Wikipedia auf Platz 7 der am häufigsten besuchten Seiten des Jahres 2018.

### Black Panther Challenge
Eine im Januar 2018 von Frederick Joseph, einem New Yorker Marketingfachmann, ins Leben gerufene Spendenkampagne sammelte Geld, um jungen Menschen aus sozial schwachen Familien in Harlem, New York den Kinobesuch zu ermöglichen. Infolge der vielen Spenden und der großen Unterstützung kündigte er die #BlackPantherChallenge an. Gemeinsam mit GoFundMe hat er für diesen Zweck nach wenigen Wochen, für Menschen auf der ganzen Welt verteilt, über 300.000 US-Dollar in mehreren Einzelkampagnen sammeln können. Auch Schauspieler wie die Oscar-Gewinnerin Octavia Spencer hatten angekündigt, ganze Kinos anzumieten. Die Schauspielerin wollte damit sicherstellen, dass auch schwarze Kinder aus weniger privilegierten Gemeinden die Gelegenheit bekommen, jemanden wie sich selbst als einen Superhelden zu sehen.

### Einspielergebnis
Nachdem Black Panther in den USA vor dem offiziellen Kinostart mit dem höchsten US-Kartenvorverkauf aller Superhelden-Filme einen Rekord aufstellte, wobei in den ersten 24 Stunden mehr Karten verkauft wurden als für jeden anderen Film im MCU, spielte er dort, nachdem er am 16. Februar 2018 in 4.020 Kinos startete, an seinem ersten Aufführungstag 75,8 Millionen US-Dollar ein (inkl. 25,2 Millionen US-Dollar aus Previews), was in den USA den achtbesten Starttag aller Zeiten darstellte. Am viertägigen Presidents’-Day-Wochenende nahm er dort über 242 Millionen US-Dollar ein. Mit einem Einspielergebnis von insgesamt mehr als 700 Millionen US-Dollar befindet sich der Film in den USA auf Platz 4 der umsatzstärksten Filme aller Zeiten.
In Deutschland befindet sich der Film mit 1.797.443 Besuchern und einem Einspielergebnis von 19,18 Millionen Euro auf Platz 14 der Jahres-Charts 2018. In Österreich spielte der Film am ersten Wochenende mit 45.450 Besuchern rund 530.000 Euro ein und schaffte es damit auf Platz zwei der heimischen Wochenend-Kino-Charts. Inklusive des Donnerstags sahen am ersten Wochenende 55.717 Besucher den Film in Österreich. Am zweiten Wochenende spielte Black Panther rund 391.000 Euro an den österreichischen Kinos ein und erreichte mit 33.532 Besuchern Platz eins der Charts. Nach zehn Wochen sahen 209.041 österreichische Besucher den Film, die ein Einspiel von rund 2,8 Millionen US-Dollar einbrachten. Die weltweiten Einnahmen des Films aus Kinovorführungen belaufen sich bislang auf etwa 1,35 Milliarden US-Dollar. Hierdurch befindet sich der Film auf Platz 2 der erfolgreichsten Filme des Jahres 2018 und in der Liste der weltweit erfolgreichsten Filme aller Zeiten auf Platz 15.

### Kritiken und Publikumsreaktion
Auf Metacritic erhielt der Film einen Metascore von 88 von 100 möglichen Punkten. Bei Rotten Tomatoes konnte der Film 96 Prozent der aufgeführten Kritiker überzeugen und erhielt hierbei eine durchschnittliche Bewertung von 8,3 der möglichen 10 Punkte. Im Konsens heißt es dort, der Film hebe das Superhelden-Kino in neue Höhen und erzähle eine der faszinierendsten Geschichten des Marvel Cinematic Universe (MCU). Unter den Filmen im MCU ist Black Panther der Film mit der bislang besten Bewertung.
Vor dem Kinostart von Black Panther hatte eine Facebook-Gruppe mit dem Namen „Down with Disney’s Treatment of Franchises and its Fanboys“ dazu aufgerufen, den Film auf der Website Rotten Tomatoes niederzumachen.
In den USA vergaben die Zuschauer für den Film nach seinem Start den CinemaScore „A+“, was einer „1+“ entspricht. Laut einer Untersuchung von comscore waren am Startwochenende in den USA 37 Prozent der Besucher schwarz, 35 Prozent weiß und 18 Prozent der Kinogänger hispanischer Abstammung. Männer machten 55 Prozent der Besucher aus. Susan Vahabzadeh von der Süddeutschen Zeitung bemerkte zu dem großen Erfolg des Films und den positiven Reaktionen über alle Teile der Gesellschaft hinweg, es sei schön zu hören, dass es noch etwas geben kann, worauf sich sehr viele Amerikaner einigen können, da die USA sonst zutiefst gespalten seien: „Das Publikum hat also zusammengehalten.“
Erste Reaktionen von Kritikern nach der Weltpremiere des Films waren durchweg positiv. So sagte Jen Yamato von der Los Angeles Times via Twitter, Black Panther sei unglaublich, kinetisch und zielgerichtet, ein Superheldenfilm darüber, warum Repräsentation und Identität wichtig sind und wie tragisch es ist, wenn diese Dinge den Menschen verweigert werden. Auch wenn Michael B. Jordan im Film den Bösewicht Killmonger spiele, habe er sie zum Weinen gebracht, so Yamato weiter. Auch für Eric Eisenberg von CinemaBlend ist Erik Killmonger fraglos einer der besten Schurken Marvels.
Erik Davis von Fandango nennt den Film den James Bond im Marvel Cinematic Universe, und man habe nichts Vergleichbares in einem Superheldenfilm gesehen, auch weil es darin eine Tiefe und Spiritualität gebe, die anders sei als alles, was Marvel jemals getan habe.
Auch Brian Truitt von USA Today meint, Black Panther sei einfach großartig: „Er ist extrem mutig, gleichermaßen berührend wie aufregend und besticht durch Game-of-Thrones-artige Intrigen, verrückte innovative Action und eine große Zahl unvergesslicher Figuren.“ Die Journalistin Natasha Alford hob hierbei via Twitter T’Challas Kriegerinnen Nakia, Shuri und Okoye hervor, die Heldinnen seien, zu denen junge Mädchen nun aufblicken könnten, die bislang nie Superhelden hatten, die wie sie aussehen.
Daniel Krüger erklärt im Musikexpress, alles, was im von der Welt verborgenen Wakanda geschehe, sei purer Science-Fiction-Blödsinn, den Coogler zu Beginn glaubhaft machen möchte, und er verliere sich zuweilen in langen Erklärungen für technische Wunder und in vermeintlichen afrikanischen Stammesritualen, in denen sich Hauptdarsteller Chadwick Boseman zum König prügeln muss: „Besonders unangenehm fallen in solchen Momenten die misslungenen afrikanischen Dialekte auf, die die US-Darsteller hier imitieren wollen.“ Dennoch dürfe sich Black Panther durch Einzelszenen, in denen tatsächlich aktuelle Weltpolitik aufgegriffen wird, als der politischste und engagierteste aller Marvel-Filme verstehen, so Krüger weiter, und dieser zum Finale immer mehr aus dem Ruder laufende Anti-Film mache glücklich, weil er keine glattgebügelte Disney-Produktion sei, sondern darin sogar gestorben und geblutet, geflucht und ernsthaft darüber spekuliert werde, ob es denn wirklich so eine schlechte Idee ist, wenn man alle unterdrückten Schwarzen dieser Welt jetzt plötzlich mit Superwaffen ausstatten würde: „Die Pseudo-Politik in „Black Panther“ ist herrlich zynisch, man wird das Gefühl nicht los, dass hier irgendjemand tatsächlich mal einen ernsthaften Film drehen wollte. Zum Glück hat das nicht geklappt.“
Auch Karsten Scholz von buffed.de meint, Black Panther fühle sich exotischer, spiritueller und afrikanischer an und damit anders als alle anderen Marvel-Filme, was man mögen müsse: „Black Panther gibt sich ernster, stellt die Personen und ihre Konflikte sowie die Suche nach ihrer Identität in den Vordergrund. Hier geht es in erster Linie um Einzelschicksale und nur am Rande um die Rettung der Welt.“
Marietta Steinhart von Zeit Online bemängelt, die Story sei allzu vorhersehbar, habe eine klassische Drei-Akt-Superhelden-Struktur und am Ende wartet ein Kampf, den man in anderen Marvel-Filmen schon besser gesehen habe. Weiter meint Steinhart allerdings auch, mit dem Aufstieg des Autoritarismus in den USA, der Black-Lives-Matter-Bewegung, dem #OscarSoWhite-Debakel und dem Wiederaufflammen von weißem Nationalismus könne die schiere Existenz dieses Films eigentlich gar nicht überbewertet werden.

### Einsatz im Schulunterricht
Das Onlineportal kinofenster.de empfiehlt Black Panther für die Unterrichtsfächer Englisch, Deutsch, Gesellschaftskunde, Politik und Kunst und bietet Materialien zum Film für den Unterricht. Dort schreibt Christian Horn, eine Diskussion in Gesellschaftskunde könne die politischen Fragestellungen des Plots aufgreifen: „T’Challa will das Wissen seiner Heimat weiterhin verbergen, Killmonger will die Vibranium-Waffen der global unterdrückten schwarzen Bevölkerung zugänglich machen.“ Die Frage nach einer weltpolitischen Öffnung Wakandas stelle sich auch, wenn eine Szene die mögliche Aufnahme von Geflüchteten thematisiert, so Horn weiter.

### Auszeichnungen (Auswahl)
Pete Hammond von Deadline.com hat von einer Disney-Führungsperson erfahren, dass das Unternehmen Black Panther für die Vorauswahl der Oscarverleihung 2019 in der Kategorie Bester Film bewerben werde. Mit der im Januar 2019 verkündeten Oscar-Nominierung als Bester Film ist Black Panther der erste Superheldenfilm, der in dieser Kategorie nominiert wurde. Anfang Dezember 2018 wurde bekannt, dass sich der Film in der Vorauswahl für die anstehende Oscarverleihung in der Kategorie Beste visuelle Effekte befindet. Ebenso befindet er sich in einer Shortlist in den Kategorien Makeup and Hairstyling und für die Beste Filmmusik. Auch All the Stars aus dem Film befindet sich auf einer Shortlist als Bester Song. Vom American Film Institute wurde er in die Top 10 der Filme des Jahres 2018 aufgenommen. Im Folgenden eine Auswahl von Nominierungen und Auszeichnungen im Rahmen weiterer Filmpreise.
Art Directors Guild Awards 2019
- Auszeichnung in der Kategorie Fantasy Film (Hannah Beachler)[123]

British Academy Film Awards 2019
- Auszeichnung für die Besten visuellen Effekte (Geoffrey Baumann, Jesse James Chisholm, Craig Hammack & Daniel Sudick)[124]

Costume Designers Guild Awards 2019
- Auszeichnung in der Kategorie Sci-fi/Fantasy[125]

Critics’ Choice Movie Awards 2019
- Nominierung als Bester Film
- Nominierung als Bester Nebendarsteller (Michael B. Jordan)
- Nominierung als Bestes Schauspielensemble
- Nominierung für das Beste adaptierte Drehbuch (Ryan Coogler und Joe Robert Cole)
- Nominierung für die Beste Kamera (Rachel Morrison)
- Auszeichnung für die Beste Ausstattung (Hannah Beachler und Jay Hart)
- Auszeichnung für das Beste Kostümdesign (Ruth E. Carter)
- Nominierung für das Beste Make-up und Frisuren
- Auszeichnung für die Besten visuellen Effekte
- Nominierung als Bester Actionfilm
- Nominierung für den Besten Filmsong (All the Stars, Kendrick Lamar und SZA)
- Nominierung für die Beste Filmmusik (Ludwig Göransson)[126]

Golden Globe Awards 2019
- Nominierung als Bester Film
- Nominierung für die Beste Filmmusik (Ludwig Göransson)
- Nominierung als Bester Filmsong (All The Stars)[127]

Golden Tomato Awards 2019
- Auszeichnung als Bester Film – Wide Release
- Auszeichnung als Beste Comicverfilmung[128]

Grammy Awards 2019
- Auszeichnung in der Kategorie Score Soundtrack For Visual Media (Ludwig Göransson)
- Nominierung als Album of the Year (Kendrick Lamar et al.)
- Nominierung als Record of the Year (All the Stars, Kendrick Lamar und SZA)
- Nominierung als Song of the Year (All the Stars Kendrick Lamar und SZA)
- Nominierung als Best Song Written For Visual Media (All the Stars, Kendrick Lamar und SZA)
- Nominierung als Best Rap/Sung Performance (All the Stars, Kendrick Lamar und SZA)
- Nominierung als Best Rap song (King’s Dead, Kendrick Lamar, Jay Rock, Future und James Blake)
- Nominierung als Best Rap Performance (King’s Dead, Kendrick Lamar, Jay Rock, Future und James Blake)

Humanitas-Preis 2019
- Nominierung als Drama Feature Film[129]

Los Angeles Film Critics Association Awards 2018
- Auszeichnung für das Beste Szenenbild (Hannah Beachler)

MTV Movie & TV Awards 2018
- Auszeichnung als Film des Jahres
- Auszeichnung als Bester Filmschauspieler (Chadwick Boseman)
- Auszeichnung als Bester Bösewicht (Michael B. Jordan)
- Auszeichnung als Bester Held (Chadwick Boseman)
- Nominierung als Bestes On-Sreen-Team (Chadwick Boseman, Lupita Nyong’o, Danai Gurira und Letitia Wright)
- Nominierung als Scene Stealer (Letitia Wright)
- Nominierung als Bester Kampf (Chadwick Boseman gegen Winston Duke)[130][131]

Nickelodeon Kids’ Choice Awards 2019
- Nominierung als Lieblings-Kinofilm
- Nominierung als Lieblings-Filmschauspieler (Chadwick Boseman)
- Nominierung als Lieblings-Filmschauspielerin (Lupita Nyong’o)
- Nominierung als Lieblings-Superheld (Chadwick Boseman)
- Nominierung als Lieblings-Verklopper (Danai Gurira)[132]

Oscarverleihung 2019
- Nominierung als Bester Film
- Auszeichnung für das Beste Szenenbild (Hannah Beachler und Jay Hart)
- Auszeichnung für das Beste Kostümdesign (Ruth Carter)
- Auszeichnung für die Beste Filmmusik (Ludwig Goransson)
- Nominierung für den Besten Song (All the Stars, Kendrick Lamar und SZA)
- Nominierung für den Besten Tonschnitt (Benjamin A. Burtt und Steve Boeddeker)
- Nominierung für den Besten Ton (Steve Boeddeker, Brandon Proctor und Peter Devlin)[133]

People’s Choice Awards 2018
- Auszeichnung als Male movie star (Chadwick Boseman)
- Auszeichnung als Action movie star (Danai Gurira)
- Nominierung als Movie of 2018
- Nominierung als Action movie
- Nominierung als Action movie star (Chadwick Boseman)[134]

Producers Guild of America Awards 2019
- Nominierung als Bester Film (Kevin Feige)[135]

Satellite Awards 2018
- Auszeichnung für die Besten visuellen Effekte
- Nominierung als Bester Film
- Nominierung für die Beste Kamera (Rachel Morisson)
- Nominierung für das Beste Kostümdesign (Ruth E. Carter)
- Nominierung für den Besten Tonschnitt
- Nominierung in der Kategorie Art Direction and Production Design
- Nominierung als Bester Filmsong (All The Stars)

Saturn-Award-Verleihung 2018
- Auszeichnung als Beste Comicverfilmung
- Nominierung als Bester Filmschauspieler (Chadwick Boseman)
- Nominierung als Beste Filmschauspielerin (Lupita Nyong’o)
- Nominierung als Bester Nebendarsteller (Michael B. Jordan)
- Auszeichnung als Beste Nebendarstellerin (Danai Gurira)
- Nominierung als Beste Nachwuchsdarstellerin (Letitia Wright)
- Auszeichnung für die Beste Regie (Ryan Coogler)
- Nominierung für das Beste Drehbuch (Ryan Coogler)
- Auszeichnung für die Beste Ausstattung (Hannah Beachler)
- Nominierung für den Besten Filmschnitt (Michael P. Shawver und Claudia Castello)
- Nominierung für die Beste Filmmusik (Ludwig Goransson)
- Nominierung für die Besten Kostüme (Ruth E. Carter)
- Auszeichnung für das Beste Make-up (Joel Harlow und Ken Diaz)
- Nominierung für die Besten Effekte (Geoffrey Baumann, Craig Hammack und Dan Sudick)[136]

Screen Actors Guild Awards 2019
- Auszeichnung als Bestes Schauspielensemble
- Auszeichnung als Bestes Stuntensemble[137]

Teen Choice Awards 2018
- Auszeichnung als Choice Sci-Fi Movie
- Auszeichnung als Choice Sci-Fi Movie Actress (Letitia Wright)
- Auszeichnung als Choice Movie Villain (Michael B. Jordan)
- Nominierung als Choice Sci-Fi Movie Actress (Danai Gurira)
- Nominierung als Choice Sci-Fi Movie Actress (Lupita Nyong’o)
- Nominierung als Choice Sci-Fi Movie Actor (Chadwick Boseman)
- Nominierung als Choice Breakout Movie Star (Letitia Wright)
- Nominierung als Choice Movie Ship (Chadwick Boseman und Lupita Nyong’o)
- Nominierung als Choice Liplock (Chadwick Boseman und Lupita Nyong’o)[138]

Writers Guild of America Awards 2019
- Nominierung für das Beste adaptierte Drehbuch (Ryan Coogler und Joe Robert Cole)[139]

## Fortsetzung
Im März 2018 bestätigte Kevin Feige, Chef der Marvel Studios, dass eine Fortsetzung beschlossene Sache sei und man bereits eine ziemlich klare Vorstellung davon habe, wohin die Reise im zweiten Teil gehen solle.
Im Rahmen der Filmfestspiele von Cannes im Mai 2018 sprach Regisseur Ryan Coogler über die mögliche filmische Zukunft des fiktionalen Landes Wakanda und erläuterte der anwesenden Presse, dass er Lust hätte, einen Ableger zu inszenieren, der sich auf die weiblichen Figuren seiner Comicadaption konzentriert. Die Idee dazu sei ihm bereits während des Filmschnitts von Black Panther gekommen, da ihm die Szenen, die sich nicht um Wakandas König T’Challa drehten, sondern um seine weiblichen Weggefährten, mehr gefallen hatten als die Sequenzen, in denen die Titelfigur im Fokus stand: „Diese Teile des Films fühlen sich frisch und neu an. […] Diese Szenen sind aufregend. Sie leben von diesen Schauspielerinnen, die mühelos einen eigenen Film tragen könnten.“ Im Oktober 2018 wurde schließlich bestätigt, dass Coogler auch bei der Fortsetzung die Regie übernehmen und das Drehbuch schreiben wird. Durch den überraschenden Tod von Hauptdarsteller Chadwick Boseman im August 2020 musste die Fortsetzung umgeschrieben werden.
Black Panther: Wakanda Forever kam am 9. November 2022 in die deutschen Kinos.